# Istoria tehnologiei în România
Istoria tehnologiei în România se referă la evoluția în timp a uneltelor, dispozitivelor și metodelor de fabricație din România, precum și a invențiilor care au contribuit la progresul în aceste domeniu.
Capacitatea creatoare a poporului nostru s-a manifestat încă din cele mai vechi timpuri.
De-a lungul mileniilor de evoluție umană, generațiile care s-au succedat au perfecționat necontenit uneltele și procedeele de producție pentru a le face tot mai productive.
Stau mărturie toporașele din piatră datate acum vreo cinci sute de mii de ani, descoperite pe valea Dârjovului, care fac parte dintre cele mai vechi vestigii ale viețuirii umane pe teritoriul țării, originalele culturi ale neoliticului dezvoltat, creațiile remarcabile ale perioadei de utilizare a aramei și apoi ale Epocii Bronzului, care la noi au atins o mare înflorire, strălucitele opere ale geto-dacilor, de la uneltele și lucrările lor în argint și până la impresionantul sistem de fortificații din munții Orăștiei.
În perioada feudalismului, iscusiți meșteri anonimi au realizat mari valori materiale și spirituale: construcții de o mare ingeniozitate, obiecte de meșteșug și de industrie casnică, instalații originale pentru folosirea apelor curgătoare.
În epoca modernă, se afirmă mari ingineri și inventatori ca: Vlaicu, Vuia, Coandă, Saligny și mulți alții, care în multe domenii s-au manifestat ca adevărați deschizători de drumuri.

## Preistorie
În perioada paleoliticului inferior (1.000.000 - 120.000 î.Hr.), pe teritoriul țării apar primele unelte prelucrate rudimentar din piatră cioplită.
În paleoliticul mijlociu (120.000 - 30.000 î.Hr.), apar uneltele din așchii de cremene și cuarțit și care au vârfurile mai îngrijit prelucrate.
În paleoliticul superior (30.000 - 10.000 î.Hr.) se perfecționează tehnica cioplirii uneltelor din silex, se construiesc primele adăposturi, simple apărători contra vântului.

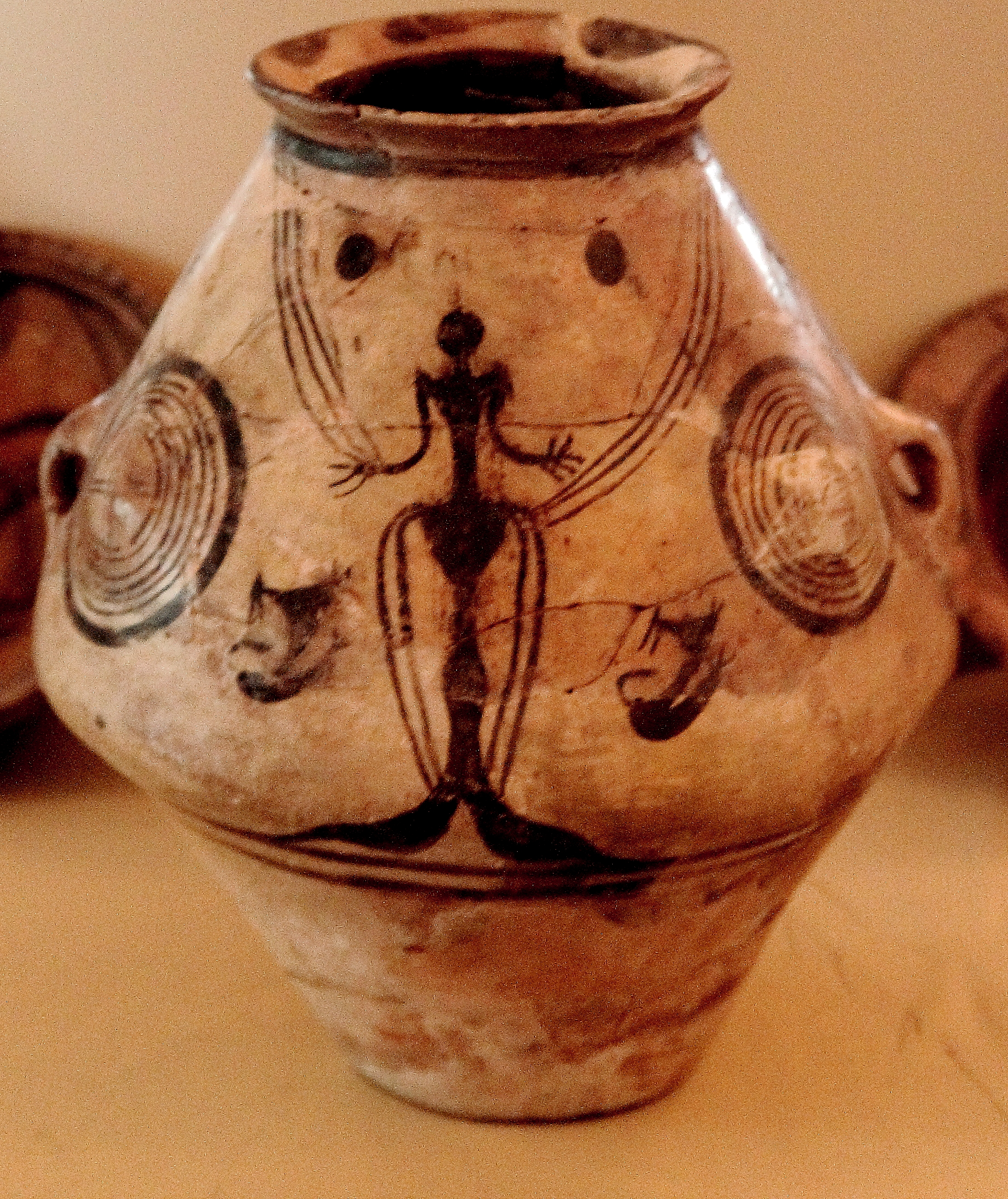
Ceramică de Cucuteni

În epipaleolitic (sau mezolitic: 10.000 - 5.500 î.Hr.) se trece la o viață semistabilă: se trece la cultivarea plantelor graminee și se domesticește câinele (utilizat la vânătoare).
În neolitic și eneolitic (epoca pietrei șlefuite: 5.500 - 2.700 î.Hr.) se extinde cultivarea cerealelor (grâu, orz) și se folosește săpăliga pentru arat.
Către sfârșitul acestei perioade apare plugul primitiv de lemn.
Tot mai mult se perfecționează ceramica.
Temperaturile înalte utilizate de cuptoare permit și prelucrarea aramei.
Diversele culturi care se succed (Criș-Starčevo, a ceramicii liniare, Vinča-Turdaș, Hamangia, Boian, Vădastra, Gumelnița, Cucuteni) ne-au lăsat moștenire o ceramică destul de evoluată și variată, locuințe executate din bârne, argilă bătătorită, crengi împletite.
În perioada 2.700 - 2.000 are loc o tranziție de la eneolitic, la Epoca Bronzului.
Se dezvoltă păstoritul, uneltele de aramă (culturile Cernavodă, Coțofeni).

### Epoca Bronzului

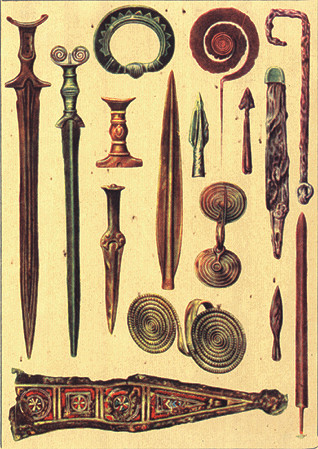
Arme din Epoca Bronzului aparținând dacilor

Epoca Bronzului se derulează pe teritoriul țării în perioada 2.000 - 1.200 î.Hr. și se caracterizează în primul rând prin dezvoltarea metalurgiei bronzului.
- agricultura:
  - are loc prima mare diviziune socială a muncii (separarea triburilor de agricultori de cele de păstori)
  - se generalizează utilizarea plugului de lemn cu brăzdar de corn, tras de bovine
  - se cunosc grâul comun, unii pomi fructiferi.

- tehnica uneltelor:
  - toporul de bronz cu orificiu pentru fixarea cozii
  - noi tipuri de arme: pumnalul, sabia, toporul de luptă.

- locuințele:
  - au formă rectangulară și erau construite fie din pari care susțineau acoperișul, zidurile fiind din nuiele împletite cu pământ (sistem paiantă), fie din cărămizi nearse dar uscate la soare (chirpici).
  - au podeaua din bârne despicate sau din argilă bătătorită
  - uneori sunt fortificate cu șanțuri sau ziduri de apărare de piatră.

- metalurgia:
  - bogatele zăcăminte din zona subcarpatică permit dezvoltarea metalurgiei bronzului
  - la sfârșitul epocii bronzului, este atestat la Hinova, Mehedinți un atelier de prelucrare a aurului.

### Epoca Fierului
Pe teritoriul țării, Epoca Fierului debutează prin 1.200 î.Hr., când se confecționează primele arme și unelte de fier, care la început sunt utilizate în paralel cu cele de bronz.

#### Perioada Hallstatt
Prima perioadă a fierului (numită și Hallstatt) a evoluat între 1.200 și 450/300 î.Hr.
Are loc a doua mare diviziune socială a muncii: se desprind meșteșugarii ca o categorie socială aparte.
- metalurgia:
  - prelucrarea bronzului cunoaște o puternică dezvoltare
  - începe exploatarea minereurilor de fier și apar primele centre metalurgice la care se dezvoltă tehnologia reducerii fierului
- agricultura: la cultura cerealelor se adugă cea a inului, a cânepii, a verzei
- tehnica uneltelor: uneltele de fier le înlocuiesc pe cele de bronz.

## Antichitate

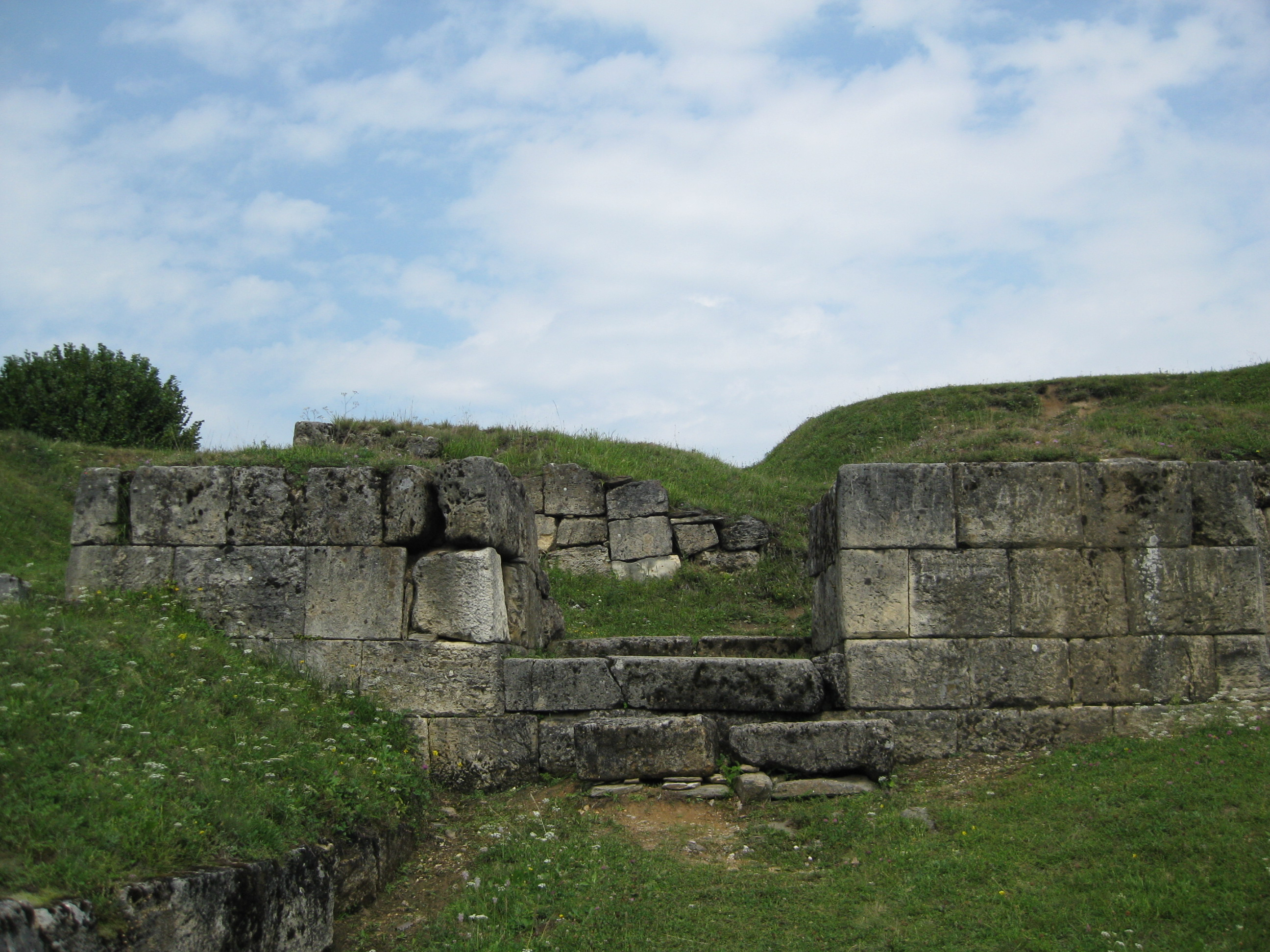
Ruinele cetății Blidaru, ziduri ridicate în tehnica "murus Dacicus"

### La Tène
În această perioadă (a doua vârstă a fierului: 450/300 î.Hr. - 106 d.Hr.):
- se intensifică extragerea și prelucrarea fierului
- apar tot mai multe obiecte de podoabă din aur și argint
- agricultura (cultura plantelor și creșterea vitelor) depășește ca pondere vânătoarea și pescuitul:
  - se folosește plugul de lemn cu brăzdare și cuțite din fier
  - încep să se cultive ovăzul și secara
- se încheie a doua mare diviziune socială a muncii: apar noi meșteșuguri și se intensifică schimburile comerciale.

La mijlocul secolului este atestată utilizarea pietrei fasonate în zidării, realizându-se așa-numitul murus Dacicus (zid fără mortar, dar de mare rezistență).

### Dacia romană

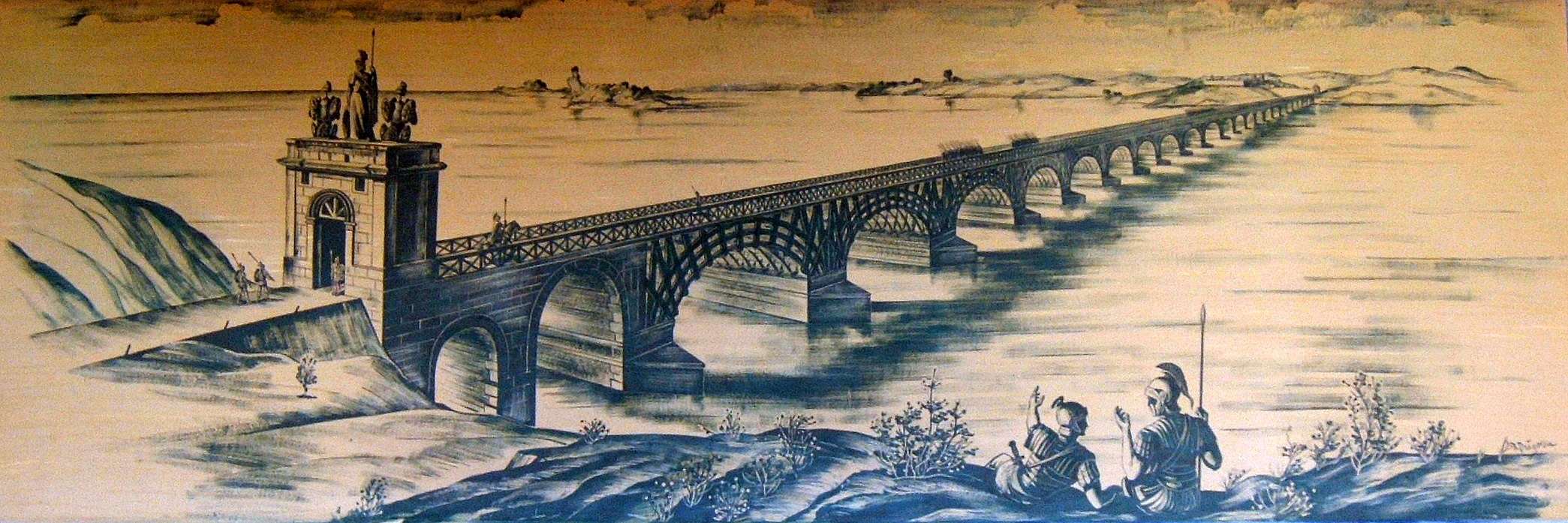
Podul peste Dunăre construit de Apolodor din Damasc în perioada 103 - 105 (reconstituire)

Prelucrarea fierului în Dacia cucerită de romani ia un puternic avânt.
Aceasta este dovedită de inscripțiile descoperite în zona Petroșaniului (și ulterior și în alte așezări) care atestă exitența unui collegium fabrum, corporație a fierarilor.
În secolul al III-lea, la Tomis și în multe alte localități subcarpatice, este atestată existența unor cuptoare de ars cărămidă.
În așezarea daco-romană de la Târgșorul Vechi (județul Prahova), s-au descoperit vase în care se păstra țiței sub forma de smoală (secolele V-VI).

## Evul Mediu

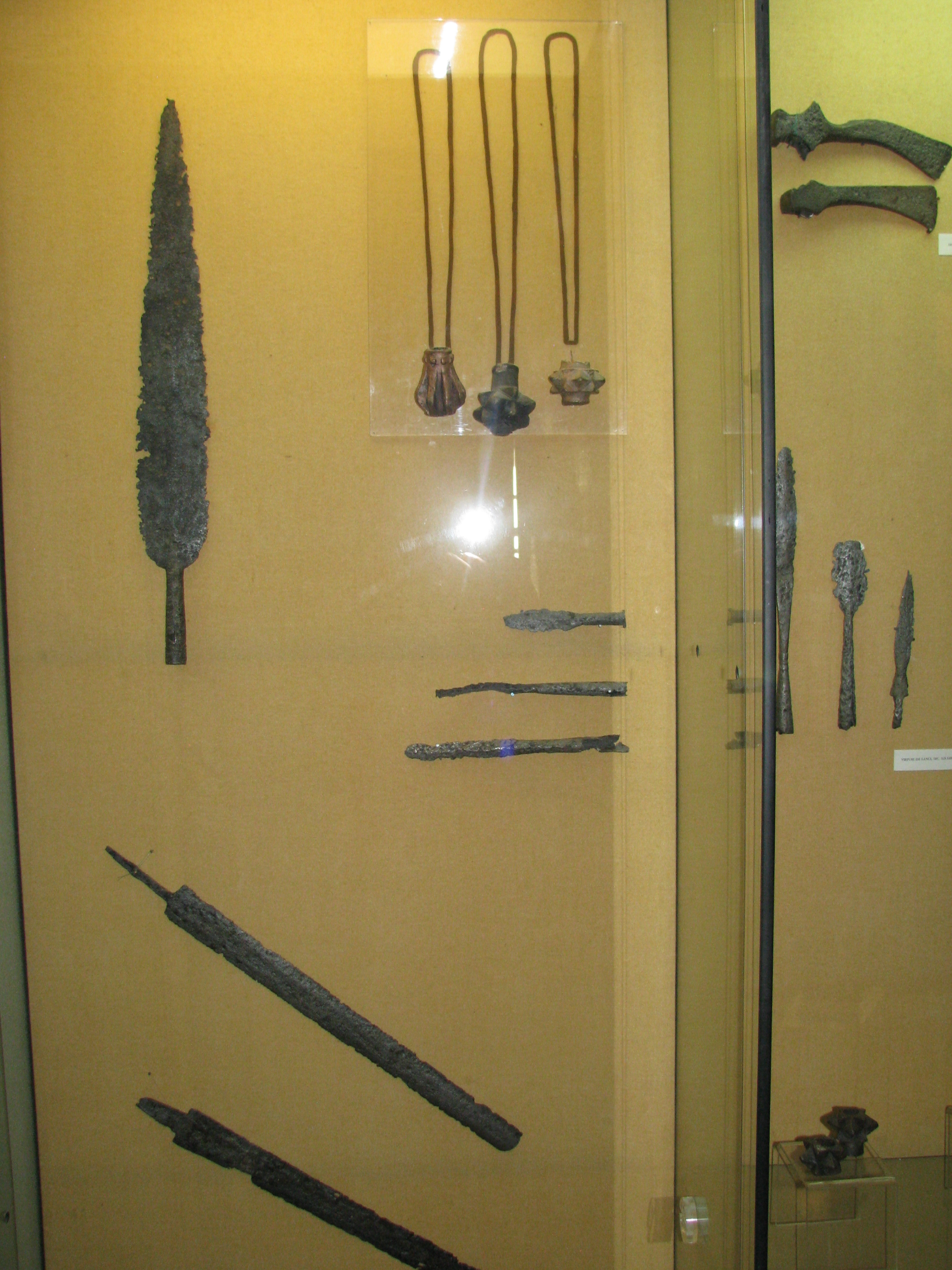
Arme din secolul al XII-lea (Muzeul Național din Alba Iulia)

Descoperirile arheologice din zona subcarpatică dovedesc faptul că, după retragerea administrației romane, pe teritoriul țării noastre exista o populație stabilă de origine latină, care se ocupa cu cultura plantelor, creșterea vitelor și care avea cunoștințe remarcabile in domeniul metalurgiei fierului și al ceramicii.
Iau ființă formațiunile statale feudale românești.
Se dezvoltă orașe mari, manufacturi, bresle și tot mai multe meșteșuguri pentru necesitățile cotidiene.
Prin 1060 este atestată creșterea viermilor de mătase, dar a căror cultură începe sistematic abia prin secolul al XV-lea.
Într-un document din 1075 este menționată ocna de sare de la Turda, care se exploata încă din timpul romanilor.
Exploatarea aurului și argintului este menționată de un document din 1238, de unde rezultă stabilirea în zonele Zlatna și Câlnic a primilor mineri germani în scopul exploatării acestor metale prețioase.
În secolele următoare, alte exploatări de metale neferoase apar și la Abrud (1277), Cavnic (1336), Baia Sprie (1329), Bratilovu (către 1400).
În secolele XV-XVI meșteșugul aurarilor transilvăneni atinge cote înalte de dezvoltare.
În secolul al XIV-lea sunt menționate în Transilvania primele șteampuri, acționate hidraulic, de măcinat minereuri.
Asemenea dispozitive se răspândesc și în celelalte provincii române.
Tot în secolul al XIV-lea este atestată construcția morilor de apă românești tip "roată cu făcaie", considerate un adevărat strămoș al turbinei hidraulice a lui Pelton.
Aceeași tip de energie este folosită și la acționarea fierăstraielor, menționate în 1559 prin documentele domnitorului moldovean Alexandru Lăpușneanu și la presele cu valțuri la Monetăria din Baia Mare (1580).

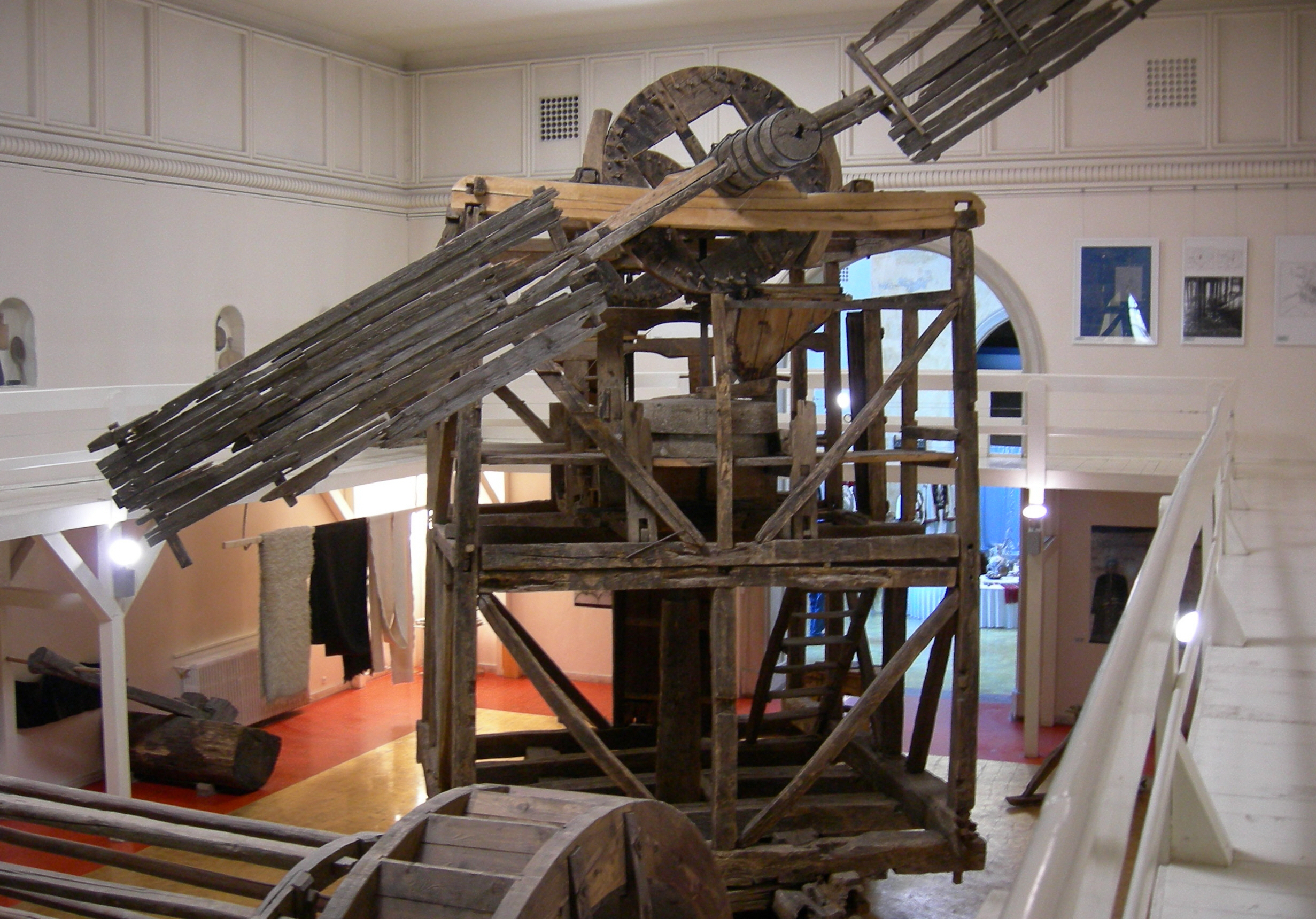
Moară de apă și moară de vânt, Muzeul Țăranului Român

La 8 decembrie 1366 datează cea mai veche mențiune documentară referitoare la fabricarea berii pe teritoriul țării.
Printr-un act datat pe 31 octombrie 1402 același lucru este atestat și în Moldova, iar prin 1522 și pentru Muntenia.
În ceea ce privește alcoolul, distilarea acestuia este menționată în jurul lui 1400.
Spre sfârșitul secolului al XIV-lea este atestată utilizare ceramicii smălțuite în construcții (la finisaje), lucru vizibil la Biserica Sfânta Treime din Siret și la Mănăstirea Cotmeana.
Prin 1440 este consemnată exploatarea țițeiului în Moldova (gropi de păcură).
În ceea ce privește tehnica militară:
- în Țările Române, praful de pușcă este folosit cu mult înaintea altor țări europene[2] și anume către sfârșitul secolului al XIV-lea[3]
- pe la jumătatea secolului al XV-lea, pentru asediatul cetăților, românii utilizau bombardele.[4]

Tipografia:

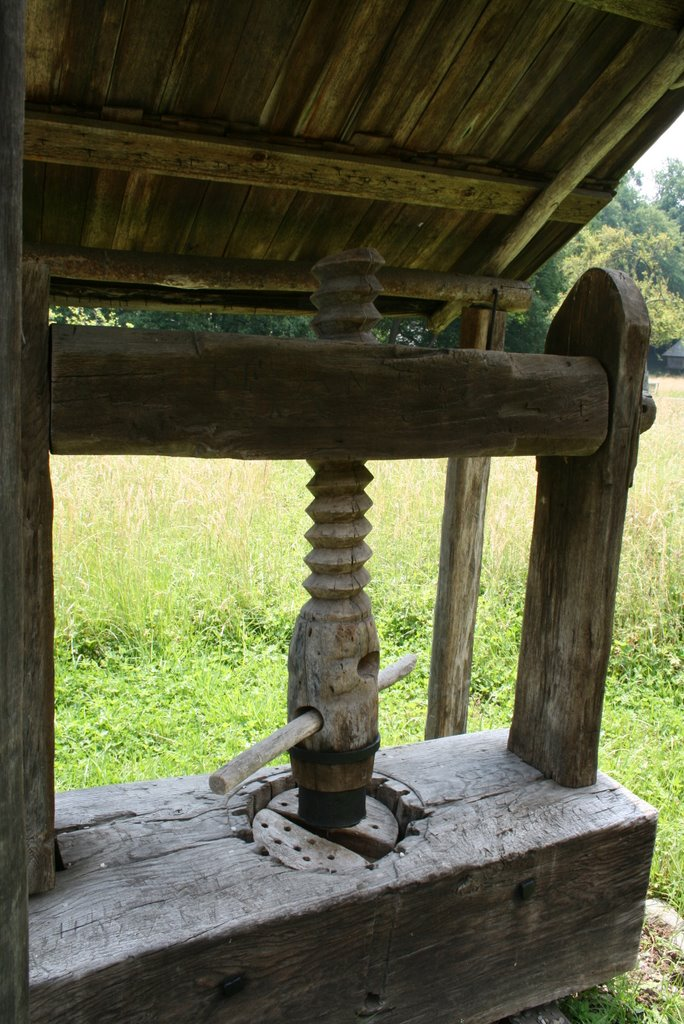
Teasc pentru zdrobirea fructelor din Rășinari
(Muzeul ASTRA)

- 1472 - 1483: tipografi sași lucrează în tipografii din Italia: Toma de Transilvania (Thomas Septecastrensis de civitate Hermanni, Thomas von Hermannstadt) lucrează la Mantova, Andreas din Brașov și Andreas Corvinus din Codlea la Veneția.[5]
- 1508: se înființează prima tipografie din zona românească, la Mănăstirea Dealu.
- 1528: se introduce tiparul la Sibiu
- 1535: Ioan Honterus înființează la Brașov o tipografie.
- 1550: prima tipografie din Cluj, condusă de Gaspar Heltai.
- 1622: tipografie la Alba Iulia, înaugurată de principele Gabriel Bethlen.

Primul orologiu în turn este atestat la Sibiu în 1494.
În jurul lui 1500 este consemnată utilizarea, în minerit, a vagonului mergând pe șine de lemn, fiind utilizat în minele de aur din Brad.
Este considerat cel mai vechi vehicul mișcat pe șine din istoria tehnicii.
Calea de rulare era prevăzută chiar și cu macaze.
Prin 1531/1532 este consemnată existența morilor de vânt în Muntenia.

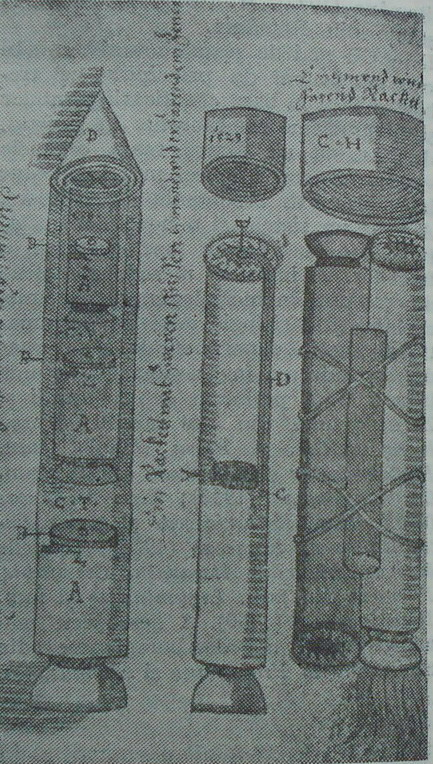
Rachetă descrisă de Conrad Haas (Coligatul de la Sibiu)

În 1539, negustorul Hans Fuchs împreună cu Hans Benkner instalează la Brașov prima "moară" (fabrică) de hârtie din Transilvania.
O astfel de moară funcționează la Sibiu în 1573 și în anul următor.
De asemenea, în perioada 1584-1587 apar la Cluj mai multe mori de hârtie.
În 1555, inventatorul sas Conrad Haas, în lucrarea Coligatul (Manuscrisul) de la Sibiu, emite ideea utilizării prafului de pușcă pentru lansarea rachetelor.
Inovații în agricultură:
- 1322: prima mențiune documentară a pământurilor agricole îngrășate cu gunoi (terra fimatae) și aceasta în Transilvania.
- la începutul secolului al XVII-lea, se introduce cultura pepenelui verde
- prin 1650 se extinde cultura fasolei și este și cultura mazărei atestată documentar[11]
- în secolul al XVII-lea, este atestată, mai întâi în Transilvania, apoi în Țara Românească, cultura porumbului.
- secolul al XVIII-lea:
  - extinderea asolamentului bienal
  - introducerea cultivării trifoiului pentru furaj
  - se extinde cultura tutunului
- prin 1700 se introduce lucerna
- în perioada 1718-1721 se amenajează prima orezărie de pe teritoriul Banatului (Ghiroda, Timiș).

Fabrici de sticlă sunt construite încă de pe timpul lui Matei Basarab, lângă Târgoviște, unde este atestată documentar în 1644.
La începutul secolului al XVIII-lea, în Moldova se fabrică sticlă pentru geamuri.
În 1672, la Bazna, Sibiu, sunt semnalate degajările de gaze naturale.
La sfârșitul secolului al XVII-lea (pe timpul lui Constantin Brâncoveanu), se construiește, la Giurgiu, un șantier naval.
În 1685 începe exploatarea salinei de la Slănic, Prahova, cea mai importantă din Țara Românească.

## Secolul al XVIII-lea

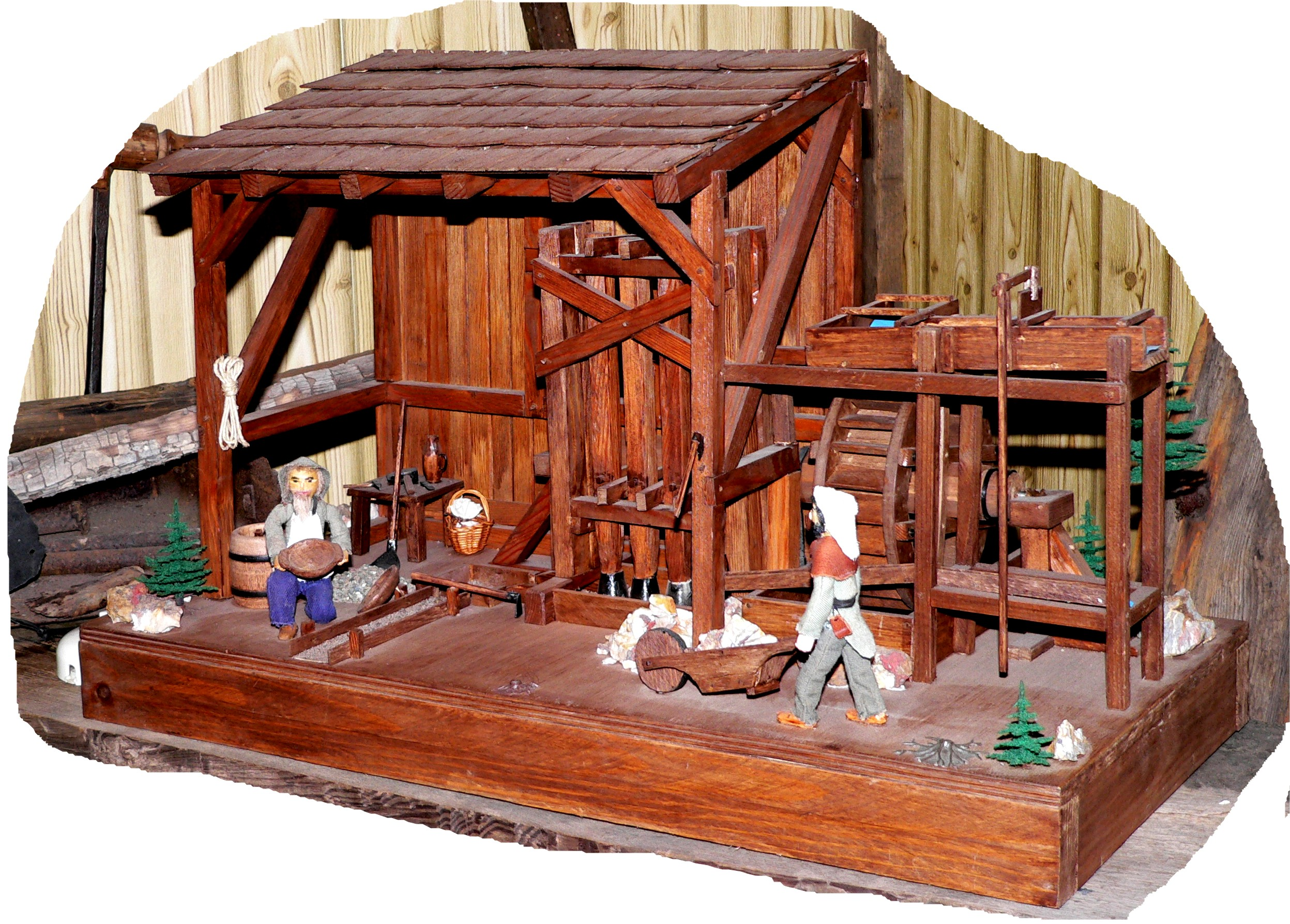
Șteamp asemănător celui utilizat în exploatările aurifere din Transilvania

Inaugurări de capacități în domeniul metalurgiei fierului:
- 1718: la Oravița este construit primul furnal de fontă din România actuală
- 1718: la Dognecea, Caraș-Severin se fabrică primele lupe de oțel (ulterior, instalația a fost mutată la Bocșa apoi la Reșița)
- 1754: Toplița, Hunedoara furnal pentru fontă
- 1763: Certeju de Sus, Hunedoara
- 1769: Reșița, ateliere de prelucrare
- 1771: Reșița, furnale de fontă[13]
- 1796: uzina pentru oțel și laminate din Oțelu Roșu
- 1800: ciocan de laminat, cuptoare de încălzit la Văliug, Caraș-Severin.

Metalurgia neferoasă:

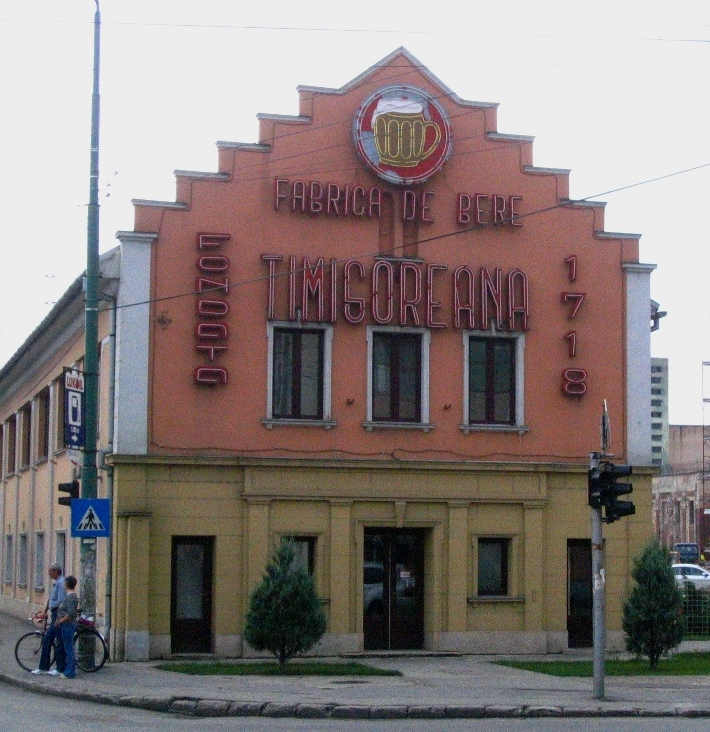
Fabrica de bere Timișoreana (înființată în 1718)

- 1724: Drajna, Prahova, prelucrarea aramei
- 1742: Dognecea, Caraș-Severin, se instalează cuptoare de topit aramă.

Manufacturi de sticlărie, atestări:
- 1724: Calina, Caraș-Severin
- 1740: Călugăra, Bacău
- 1725: atestată documentar la Făgăraș.

Fabrici (mori) de hârtie, atestări documentare:
- 1712: Brașov
- 1718: Cluj-Napoca
- 1752: Roșcani, Hunedoara
- 1754: Gurghiu, Mureș
- 1768
  - Fundeni, Ilfov
  - Cârțișoara, Sibiu
  - Prundu Bârgăului, Bistrița-Năsăud
- 1770: Orlat, Sibiu
- 1775: pe apa Leaotei, lângă Snagov.

Tipografii:
- 1741: Școala Văcăreștilor din București (prima tipografie laică din Muntenia)
- 1788: Sibiu

Industria textilă:
- 1755: Manufactură de pielărie la Timișoara și Gherla
- Manufacturi de postav:
  - 1764: Chiperești, Iași
  - 1766: Pociovaliște, lângă București.

Inovații în agricultură:
- la începutul secolului este introdusă cultura de lucernă[14] și cultura ciupercilor
- 1763: atestată prima mașină de tocat furaje (Sânpetru de Câmpie, Mureș)
- c. 1750: cultura crizantemei.

Alte domenii:
- 1783: atestare șantiere navale de la Brăila, Galați
- 1790: intră în funcțiune prima exploatare minieră din România actuală, mina de huilă de la Anina
- 1718: este înființată Fabrica de bere Timișoreana, construită de Eugeniu de Savoya.[15]

## Secolul al XIX-lea

### Invențiișiinovații
- 1818: În prezența domnitorului Ioan Gheorghe Caragea, se lansează Balonul Mihai Bravul (primele experiențe de navigație aeriană)
- 1827: Petrache Poenaru inventează și brevetează condeiul portăreț fără sfârșit, precursorul stiloului.
- 1841: pietrele de moară sunt înlocuite cu valțuri din fontă, oțel sau porțelan
- 1843: (București) primul atelier de daghereotipie din țară
- 1853: inaugurarea primei linii de telegraf electric; aceasta făcea legătura între Sibiu, Timișoara și Viena.
- 1854: Carol Knappe introduce în București iluminatul cu lămpi cu ulei de rapiță, în locul vechilor opaițe și lumânări
- 1880: Dumitru Văsescu construiește la Paris un automobil cu aburi, care este apreciat de francezi ca fiind cel mai reușit tren fără șine[16]
- 1882: la București, prima convorbire telefonică experimentală; un an mai târziu va intra în funcțiune
- 1899: Constantin I. Istrati descoperă o nouă clasă de coloranți
- 1900: Nicolae Teclu inventează becul cu reglare automată a curentului de aer și gaz, care ulterior îi va purta numele.[17]

### Energetică
Industria extractivă

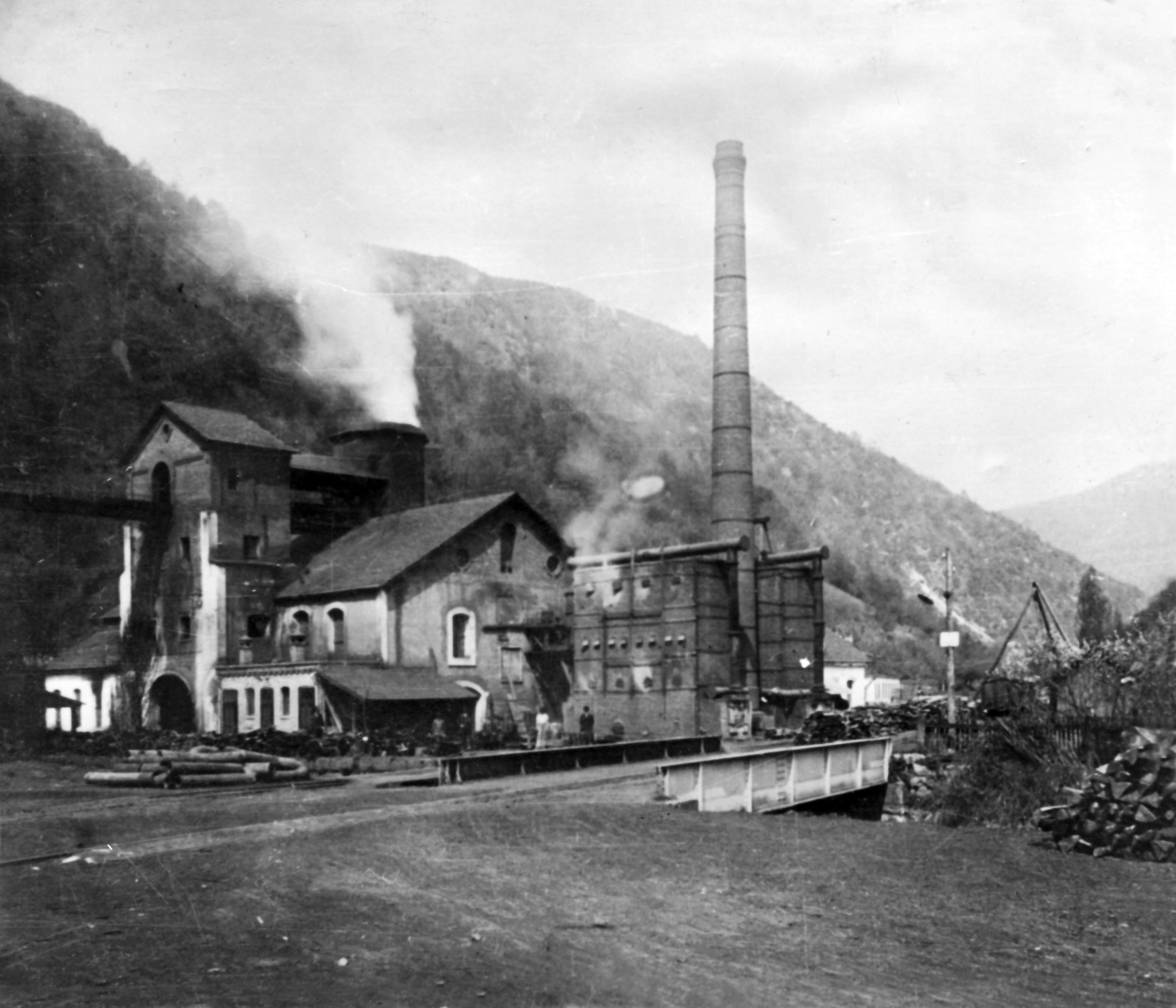
Furnalul din Govăjdia în 1900

- 1838: La exploatările miniere de la Zlatna se introduce motorul cu abur, la numai șase decenii după ce acesta este construit de James Watt.
- 1853: Gheorghe Assan construiește prima moară acționată de un motor cu aburi, Moara lui Assan (moara cu foc), prima moară cu aburi din România.
- 1882: inginerul H. Slade instalează la București prima termocentrală din România actuală
- 1884: la Timișoara se instalează prima centrală electrică de curent alternativ din România; ulterior Timișoara devine primul oraș din Europa unde s-a utilizat electricitatea pentru iluminatul străzilor
- 1889: construirea uzinei hidroelectrice de la Grozăvești, prima amenajare hidroenergetică cu caracter industrial din România actuală
- 1889: darea în funcțiune, la Caransebeș, a unei termocentrale
- 1893: Topleț, Caraș-Severin) este prima comună electrificată din România actuală
- 1899: se dă în funcțiune prima linie de transport a energiei electrice; aceasta unea Sibiul cu hidrocentrala Valea Sadului.
- 1825: intră în funcțiune mina de cărbuni de la Comănești, Bacău
- 1840: prima distilerie de extracție a petrolului lampant (Lucăcești, Bacău)
- 1840: începe exploatarea la suprafață a zăcămintelor de cărbuni din Valea Jiului
- 1882: la sonda de la Colibași, Argeș se constată pentru prima dată într-o zonă petroliferă din România actuală, un strat care emană gaze naturale
- 1890: se deschide la Câmpina prima schelă petrolieră din România actuală, având cinci sonde
- 1896: este pusă în funcțiune hidrocentrala Sadu I, cea mai veche hidrocentrală în funcțiune din țară și una dintre cele mai vechi din Europa[18]
- 1897: se construiește, la Câmpina, prima rafinărie de petrol.

### Metalurgia și construcții de mașini
- 1810: se dă în funcțiune Furnalul din Govăjdia, primul furnal cu flux continuu din Europa și al doilea pe plan mondial.[19]
- 1845: (Reșița) primul laminor de tablă
- 1846: (Reșița) primul ciocan cu aburi
- 1851: Atelierele de la Reșița încep laminarea șinelor pentru calea ferată
- 1884: la Hunedoara intră în funcțiune primul furnal modern pentru producerea fontei
- 1888: se dau în funcțiune la Reșița primele două cuptoare de pudlaj cu vatră dublă
- 1891: se înființează Uzina de vagoane din Arad
- 1899: ia ființă Șantierul Naval Constanța.

### Transporturi și infrastructură

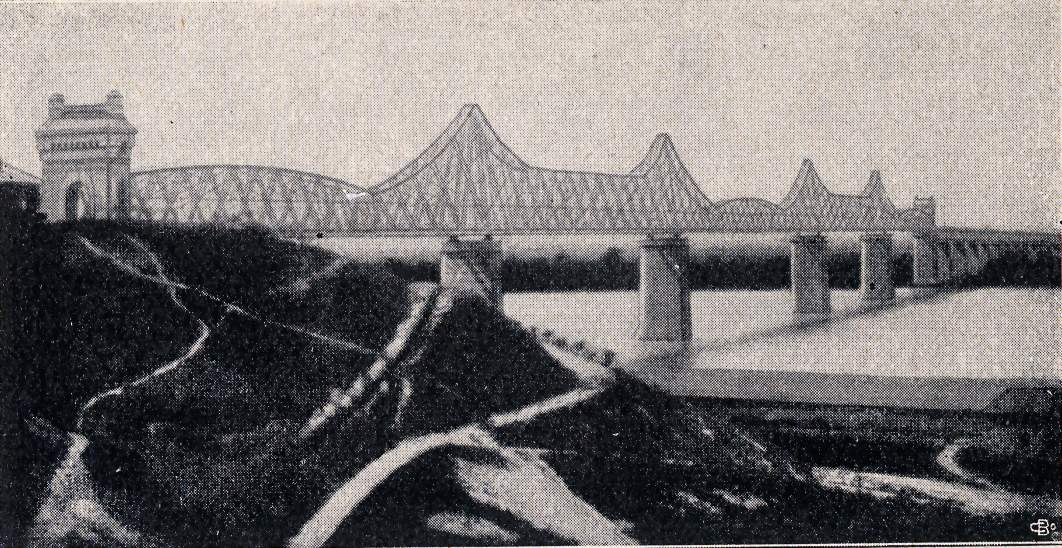
Vedere asupra Podului de la Cernavodă de la începutul secolului XX

- 1843: construirea primelor nave militare moldovenești
- 1845: primele lucrări pentru captarea și filtrarea apei în scopul alimentării Bucureștiului
- 1845: prima șosea din România actuală: Turnu Severin - Vârciorova, începe pietruirea cu bolovani de râu
- 1846: începe construcția unui sistem de drumuri care leagă Bucureștiul de Sibiu, Brașov, Focșani, Orșova și Brăila
- 1846: începe construirea cele mai vechi linii de cale ferată de pe teritoriul țării, Oravița - Baziaș, ale cărei lucrări se încheie în 1854.
- 1856: primele transporturi de călători pe linia Oravița - Baziaș
- 1848: la București, primul serviciu de transport cu omnibuzul cu cai[20]
- 1869: la Timișoara, este pus în circulație tramvaiul cu cai
- 1872: la 28 decembrie același tip de tramvai este inaugurat și în București
- 1880: Dumitru Văsescu construiește un automobil cu motor cu aburi
- 1883: peste râul Prahova este construit primul pod metalic de cale ferată, în grinzi cu zăbrele, proiectat și executat de ingineri români
- 1886: Alexandru Ciurcu construieste prima ambarcațiune cu reacție
- 1890 - 1895: Construcția podului de la Cernavodă (Anghel Saligny), cel mai lung pod din Europa continentală a acelei epoci
- 1896: Teodor Dragu inventează un injector-pulverizator pentru cazanele locomotivelor, care aduce îmbunătățiri în exploatarea locomotivelor cu aburi folosind combustibili lichizi
- 1894: (9 decembrie): Se dă în exploatare prima linie de tramvai electric din București; în anii următori, apar linii de tramvai și în multe alte orașe mari
- 1895: în București sunt date în circulație, pentru transportul de materiale, primele două automobile cu abur.
- 1895: (1 octombrie (stil vechi: 19 septembrie)): inaugurarea Podului de la Cernavodă, construit după proiectul și în realizarea inginerului Anghel Saligny
- 1897: înființare Șantierul Naval Galați[21]
- 1900: la serviciul de circulație al Capitalei, Bazil Gheorghe Assan înregistrează primul automobil.

### Construcții

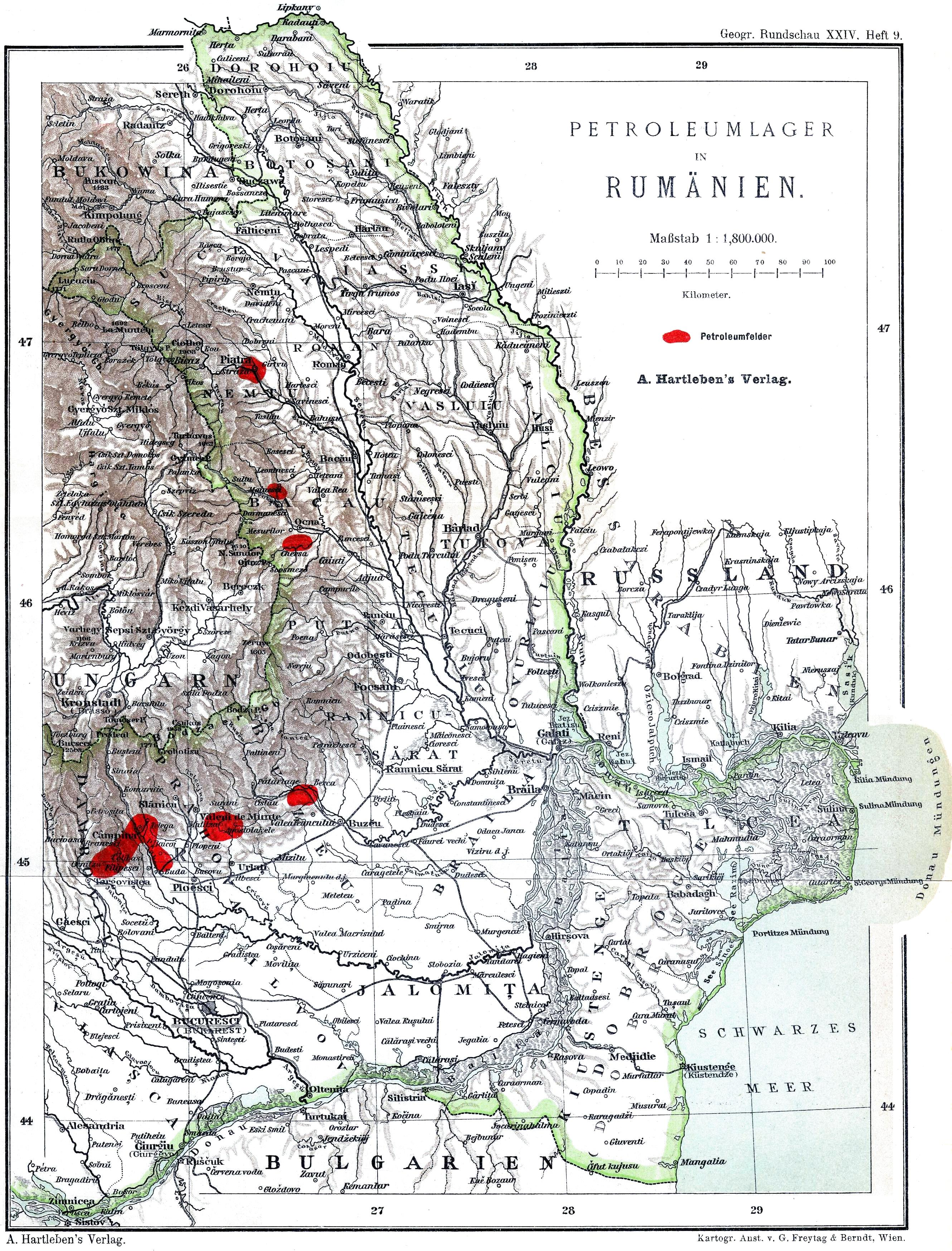
Câmpuri petrolifere din România (1900)

- 1844: prima fabrică mecanizată de cărămizi
- 1848: (Pădurea Neagră, Bihor) apare prima mare fabrică de sticlă; în același an apare o altă fabrică de sticlă la Grozești, Bacău.
- 1857: intră în funcțiune fabrica de hârtie de la Zărnești
- 1888: se înființează fabrica de ciment Portland de la Brăila
- 1888: finalizarea construcției silozului de cereale de la Brăila, realizat de Anghel Saligny
- 1889: același tip de siloz la Galați; la aceste silozuri se utilizează pentru prima dată betonul armat
- 1891: este construită Fabrica de cărămizi din Ciurea[22]
- 1899: înființarea fabricii de ciment de la Cernavodă.

### Industria textilelor și a pielăriei

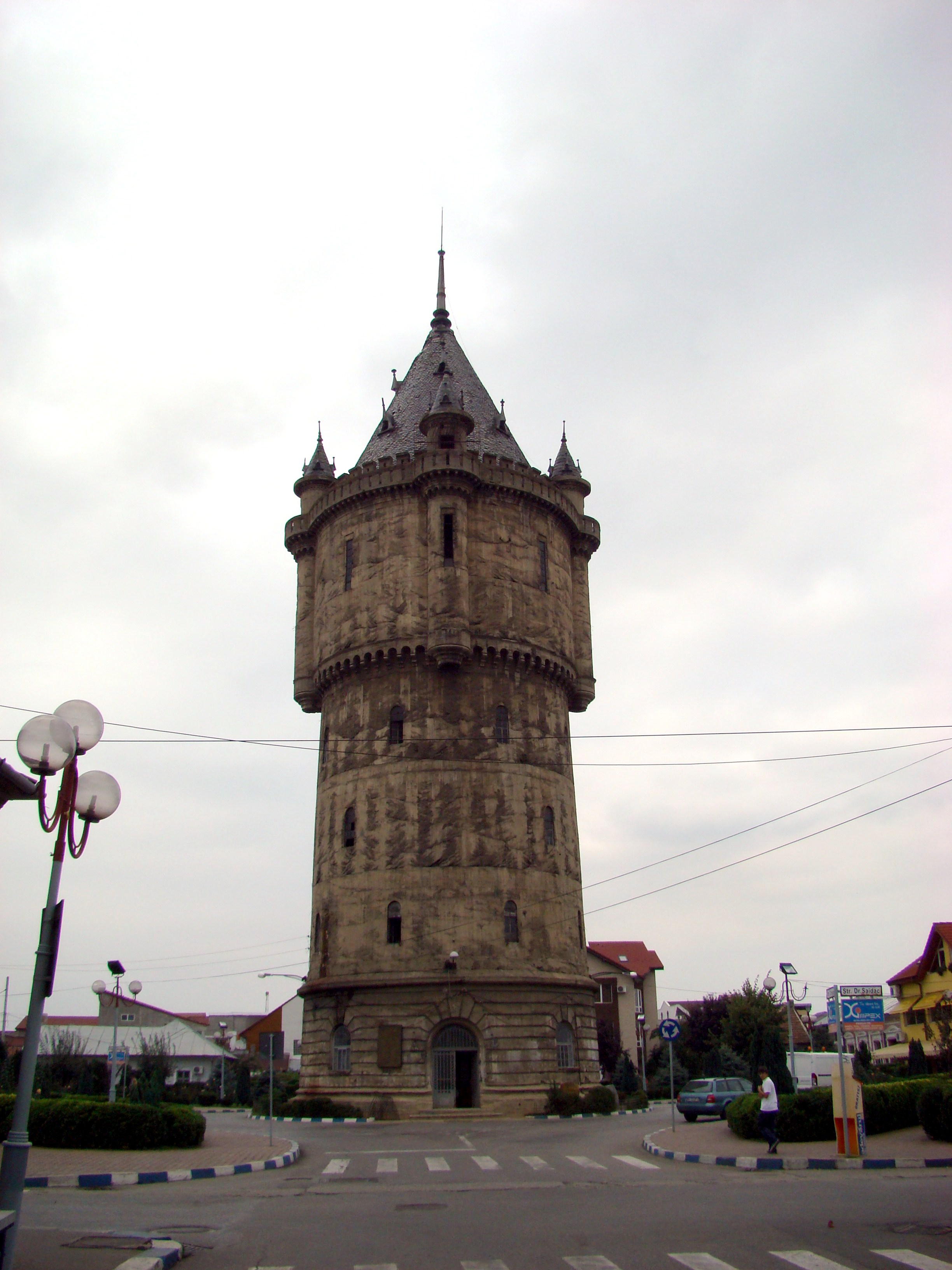
Castelul de apă din Drobeta-Turnu Severin, realizat în perioada 1910 - 1913 după proiectul inginerului Elie Radu

- 1840: primele fabrici de tăbăcit: București, Fălticeni
- 1842: filatura de bumbac de la Zărnești
- 1843: ia ființă prima țesătorie mecanică (fabrică de postav) din Muntenia
- 1853: Mihail Kogălniceanu înființează, lângă Târgu Neamț, prima fabrică de postav din Moldova
- 1885: ia ființă fabrica de textile de la Buhuși, Bacău
- 1885: intră în funcțiune fabrica de tăbăcărie Grigore Alexandrescu din București, devenită ulterior Dâmbovița.

### Industria alimentară
- 1818: este instalată la Iași prima manufactură de uleiuri vegetale
- 1837: fabrică de zahăr la Lungulețu, Dâmbovița
- 1841: fabricarea primei șampanii în România actuală, prin grija lui Ion Ionescu de la Brad, după procedeul călugărului Dom Pérignon (1638 - 1715) din provincia Champagne, Franța.
- 1841: fabrica de fidea și macaroane de la Brăila
- 1841 (8 noiembrie): prima fabrică de hârtie din Moldova (Cetățuia, Bacău)
- 1844: (Galați) prima fabrică mecanizată de conserve din țară; utilajul a fost adus din Anglia
- 1850: la București apare primul atelier de preparate din carne din România
- 1851: la Arad, prima fabrică de spirt
- 1899: se înființează fabrica de bere de la Azuga (astăzi: "Bere Azuga").

### Agricultura
- 1808 - 1818: Cultura cartofului se extinde din Transilvania în Moldova și Țara Românească.
- 1805: introducerea rasei de oi Merinos
- 1835: primele experiențe cu mașini agricole în Muntenia
- 1840: înființarea primului atelier de mașini agricole de România
- 1845: introducerea culturii rapiței pentru fabricarea uleiului.

### Alte domenii industriale
- 1841: se inaugurează fabrica de tutun din Popești (Brazi), Prahova
- 1884: înființarea fabricii Stela, prima fabrică de săpun modernă
- 1885: la Câmpulung se construiește o fabrică de hârtie și celuloză (pe amplasamentul actualului ARO).

## Secolul XX

### Aviație

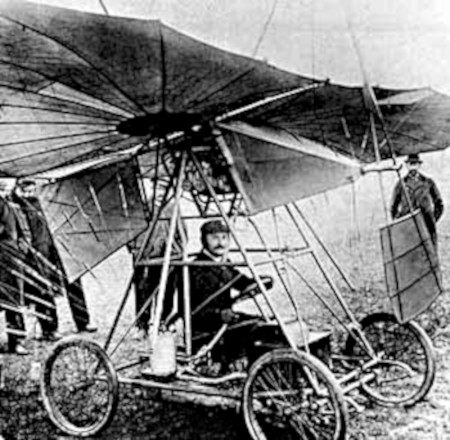
Avionul „Vuia I”
(martie 1906)

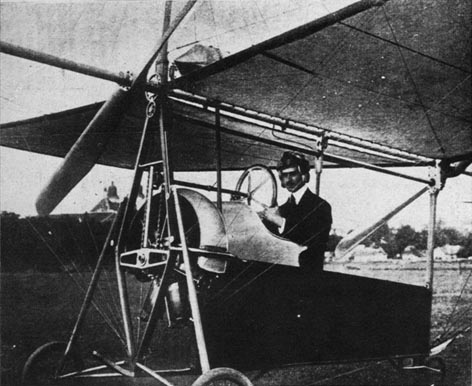
Aurel Vlaicu la bordul unuia din avioanele sale

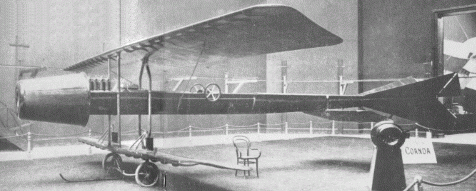
Aeronava Coandă-1910,
primul avion cu propulsie prin reacție din lume conceput (realizat în 1910)

- 1903 (17 august): Traian Vuia brevetează un aparat de zbor mai greu decât aerul
- 1910 (16 decembrie): zborul efectuat de primul avion cu reacție din lume, realizat de Henri Coandă
- 1906 (18 martie): Traian Vuia realizează primul monoplan din lume, care s-a desprins de la sol cu mijloace proprii, fără utilizare vreunei instalații auxiliare
- 1912 - 1913: Aurel Vlaicu proiectează avionul Vlaicu III
- 1910 (17 iunie): Aurel Vlaicu zboară cu un avion de construcție propria la care s-au aplicat o serie de elemente originale, cum ar fi: aripa cu profil variabil, două elice contrarotative, tren de aterizare cu roți independente etc.
- 1910 (16 decembrie): este experimentat primul avion cu motor autoreactiv din lume, inventat construit și pilotat de Henri Coandă[24]
- 1919 - 1922: Traian Vuia construiește în Franța elicopterele Vuia-1 și Vuia-2
- 1923: Hermann Oberth proiectează o rachetă pentru pasageri funcționând cu combustibil lichid
- 1924: Aurel Persu realizează primul automobil cu profil aerodinamic
- 1925: fondarea Uzinelor IAR Brașov adică a industriei aeronautice românești
- 1925: Radu Stoika realizează primul hidroavion românesc[25]
- 1930: Elie Carafoli realizează avionul monoplan de aripă joasă (IAR-11 CV), de mare performanță pentru acea vreme
- 1932: inaugurare Întreprinderea de construcții aeronautice românești (ICAR); funcționează până în 1951
- 1933: Filip Mihail inventează stabiloplanul
- 1934: Cristian Constantinescu realizează primul elicopter autogir românesc
- 1936: se dă în funcțiune noul aeroport Băneasa-București
- 1937: la IAR Brașov se fabrică primul motor românesc pentru avioane
- 1982, august: la Întreprinderea de Avioane București se termină construirea primului mare avion turboreactor românesc, ROMBAC 1-11.

### Invenții și inovații
- 1894: Dragomir M. Hurmuzescu construiește electroscopul Hurmuzescu
- 1904 - 1905: George Constantinescu elaborează o teorie originală a betonului armat
- 1905: inventatorul Augustin Maior demonstrează că printr-un circuit se pot transmite simultan mai multe convorbiri telefonice punând astfel bazele telefoniei multiple
- 1906: fizicianul Constantin T. Mănciulescu brevetează la Paris un dispozitiv numit electrografofon, care poate fi considerat unul din precursorii magnetofonului
- 1906: A.A. Beldiman inventează aparatul hidraulic cu dalta de percuție pentru sondaje adânci
- 1910: Tache Brumărescu inventează mașina de tăiat stuf
- 1923: Lazăr Edeleanu pune la punct metoda de separare a fracțiunilor de distilare a țițeiului (pe care o brevetase în 1908), metodă utilizată și astăzi
- 1925: George Constantinescu realizează prima locomotivă acționată prin intermediul unui convertizor sonic
- 1930: Hermann Oberth brevetează efectul care îi poartă numele, referitor la arderea în camerele de combustie ale rachetelor
- 1932: Henri Coandă definitivează cercetările asupra efectului care îi poartă numele (Efectul Coandă)
- 1962: Ion I. Agârbiceanu realizează primul laser cu gaz din țară.

### Energetică

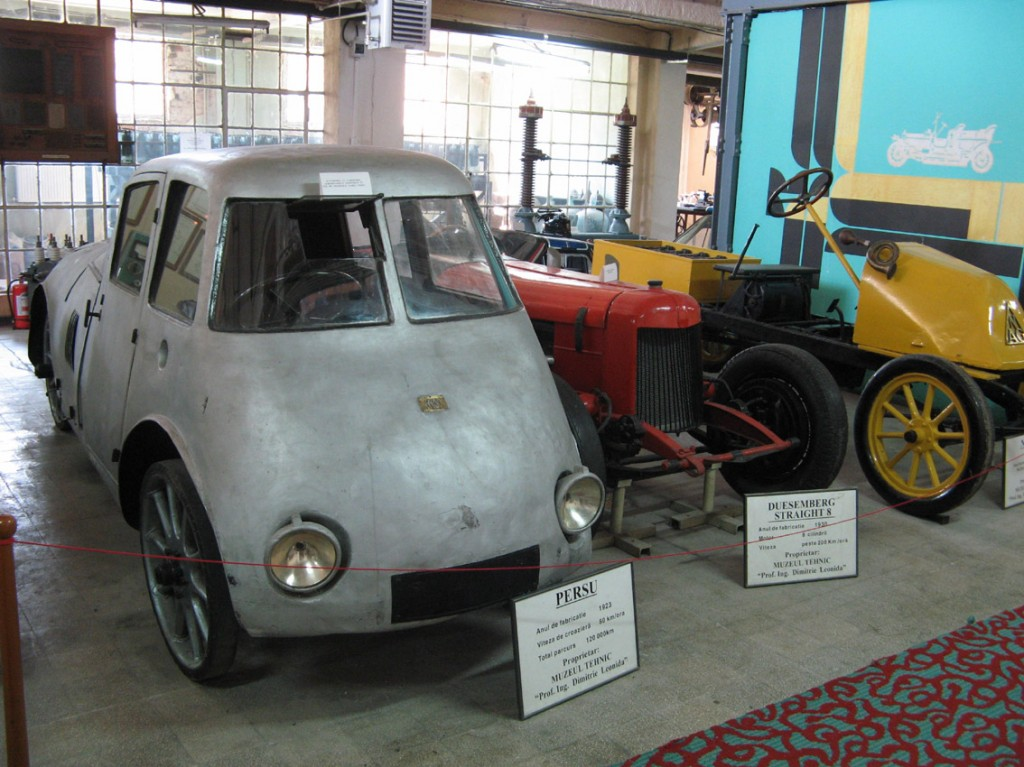
Automobilul cu formă aerodinamică, brevetat de Aurel Persu în 1924

- 1911: se înființează la București prima fabrică de acumulatoare ("Tudor"), care marchează începutul industriei electrotehnice din țară
- 1915: la Uzinele Reșița începe fabricarea mașinilor electrice
- 1925: Traian Vuia construiește un generator de aburi cu ardere în cameră închisă și cu evaporare instantanee
- 1928 - 1930: se construiește hidrocentrala de la Dobrești, Dâmbovița, cea mai mare din România actuală la acea vreme
- 1929: la centrala termoelectrică de la Filaret este instalat un grup electrogen Diesel, cel mai mare de acest tip din Europa
- 1929 - 1930: construcția termocentralei de la Schitu Golești, Argeș
- 1939 - 1940: construcția hidrocentralei Valea Sadului
- 1948: începe construcția unei întinse rețele de transport și distribuție a energiei electrice trecându-se de al tensiunea de 110 kV la 220 și apoi 400 kV, realizându-se ulterior interconectarea cu țările vecine
- 1949: se înființează la Craiova uzina Electroputere, care va produce motoare electrice, aparataj electric de înaltă tensiune, transformatoare electrice de mare putere
- 1952: intră în funcțiune termocentrala de la Doicești, Dâmbovița
- 1960: sunt finalizate lucrările de construcție a hidrocentralei de la Bicaz.

### Prelucrarea metalelor

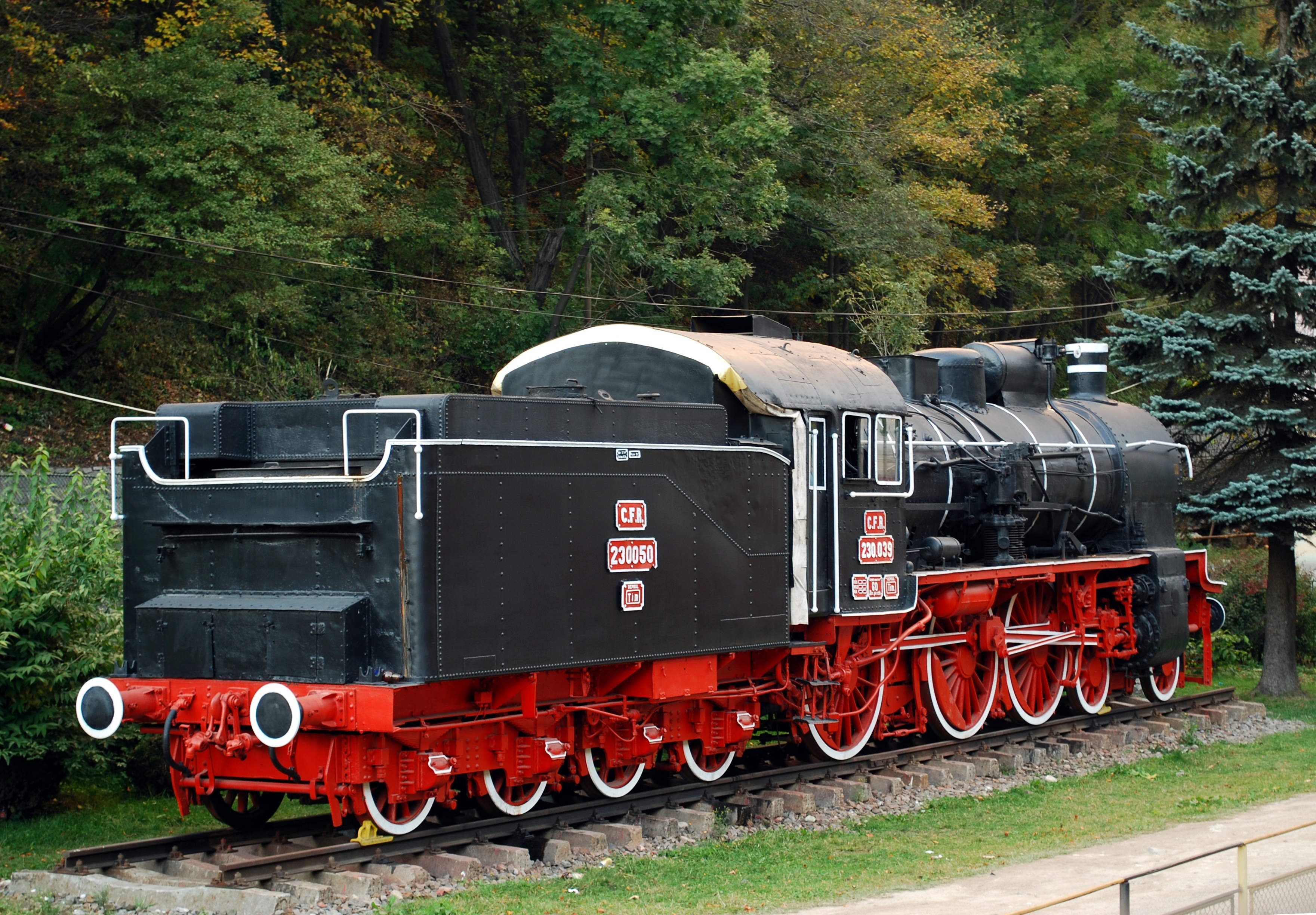
Locomotivă cu aburi construită la Reșița

- 1922: intră în funcțiune fabrica Industria Sârmei S.A. din Câmpia Turzii
- 1925: Corneliu Micloși elaborează teoria sudării cap la cap a șinelor de cale ferată
- 1936: intră în funcțiune oțelăria cu cuptoare Siemens-Martin la uzinele din Hunedoara
- 1939: intră în funcțiune uzina chimico-metalurgică de la Copșa Mică
- 1943 - 1944: construcția uzinei metalurgice de la Colibași
- 1948: ia ființă Uzina de strunguri din Arad
- 1948: prin Legea naționalizării, Uzinele Malaxa devin Uzinele 23 August (actualmente FAUR), specializate pe realizarea și repararea de material rulant.

### Construcții
- 1933: se încheie construcția Palatului telefoanelor, cea mai înaltă construcție din București din acea perioadă și printre primele construcții mari realizate pe structură metalică
- 1938: Emil Prager introduce metode de execuție a betonului armat prin utilizarea cofrajelor metalice
- 1948: prin Legea naționalizării, Societatea Franco-Română de Material de Drum de Fier devine Progresul Brăila, firmă specializată în utilaj terasier, utilaje pentru construcții, rotoare pentru turbine, cilindri pentru laminoare etc.

### Tehnologia materialelor
- 1924: se construiește la Mediaș prima fabrică de geamuri mecanizată din România actuală[26]
- 1931: la Fieni se produce ciment alb, având rezistența celui de tip Portland
- 1936: la Diciosânmartin este construită prima instalație din Europa pentru fabricarea amoniacului sintetic
- 1938: la Cluj-Napoca și la Turda încep să funcționeze primele fabrici de porțelan din România actuală
- 1938: inaugurare fabrici de faianță la Ploiești și la Diciosânmartin
- 1938: intră în funcțiune fabrica de cauciuc de la Băicoi, prima fabrică de anvelope din România actuală
- 1947: la Turnu Severin se înființează Fabrica de placaje și produse stratificate din lemn
- 1948: intră în funcțiune Combinatul chimic de la Târnăveni.

### Transporturi și infrastructură

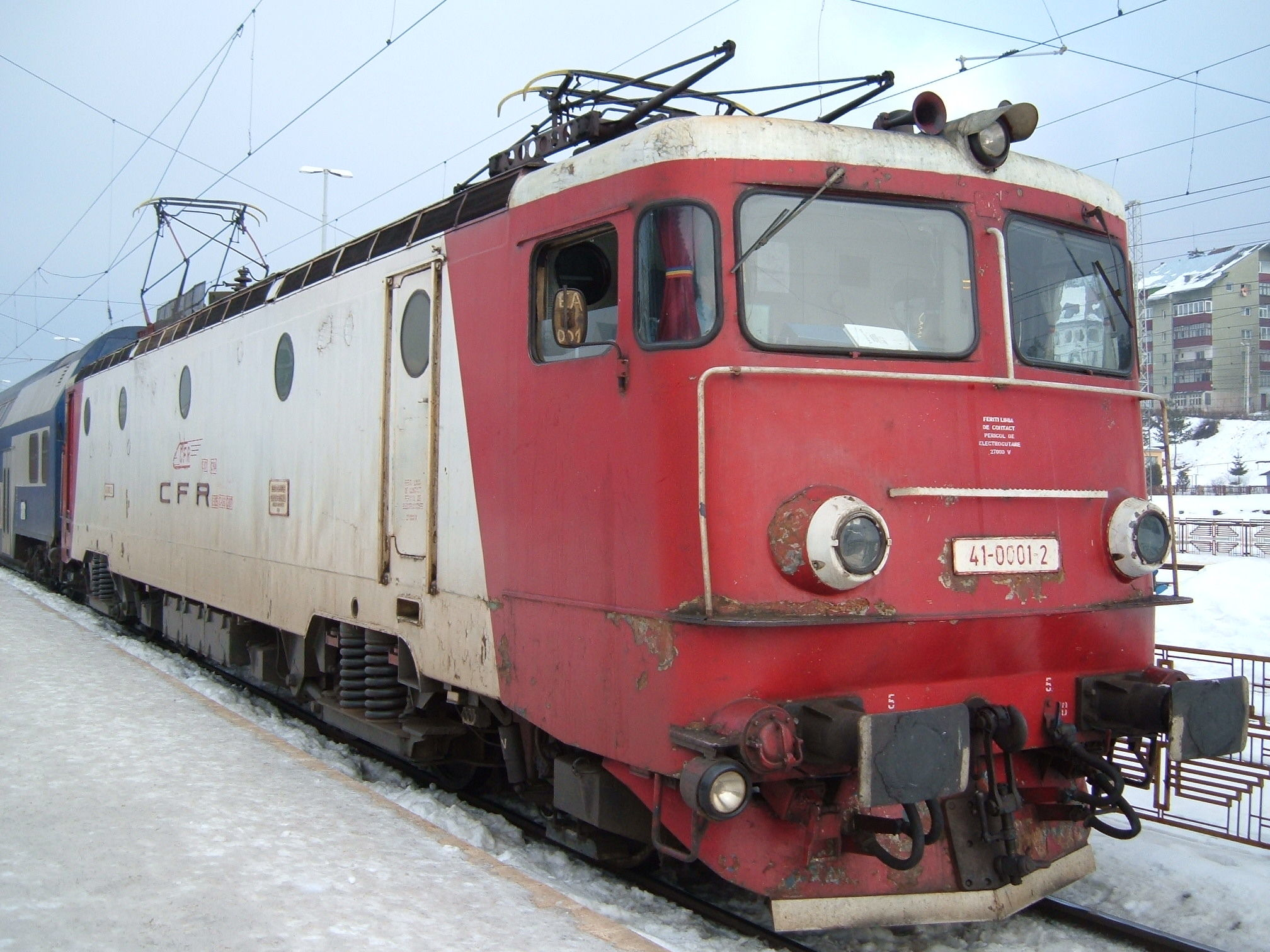
Locomotivă electrică de 5100 kW, fabricată de Electroputere după licența suedeză ASEA

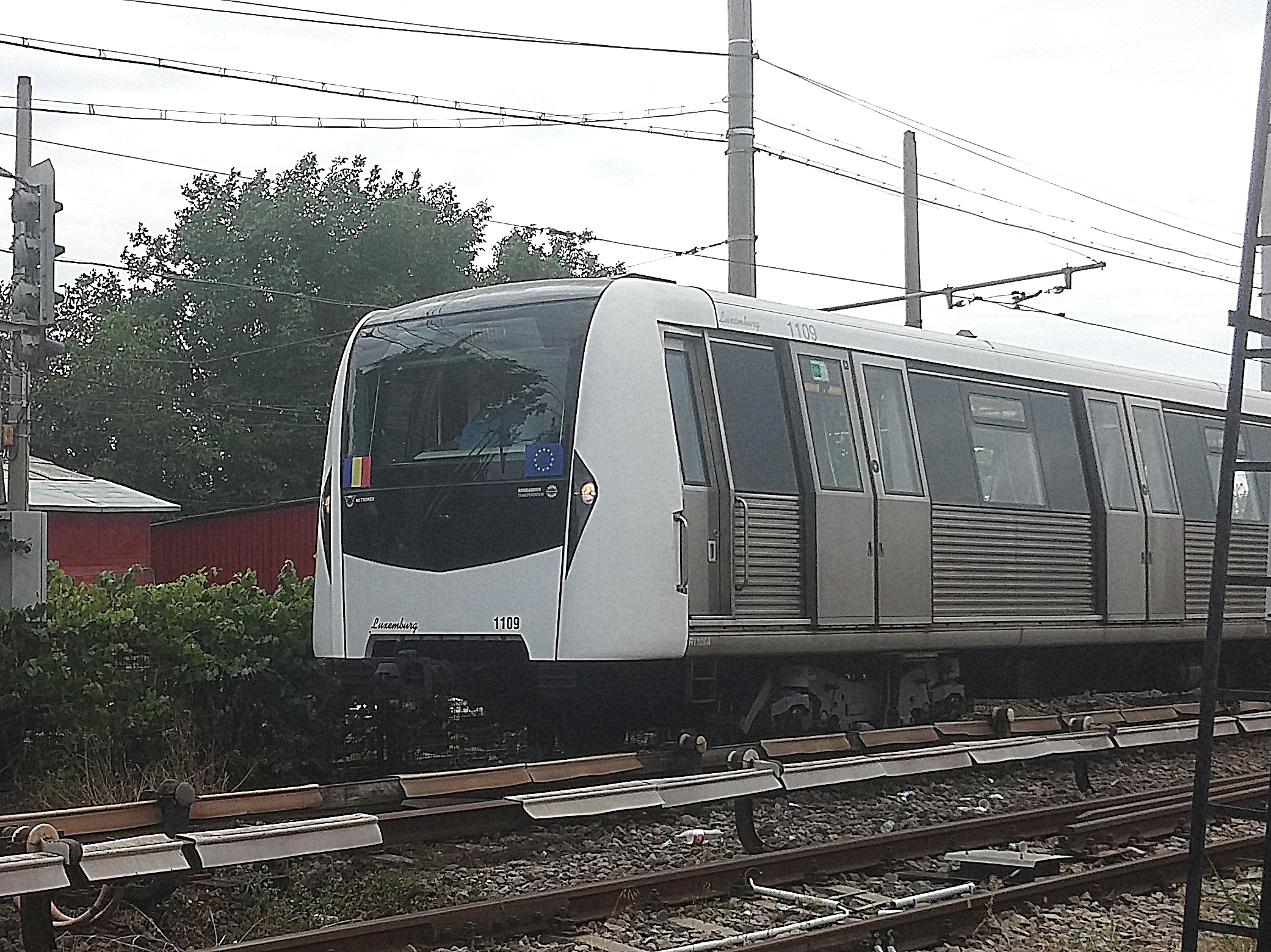
Rama Bombardier MOVIA 346, utilizat de Metroul din București

- 1906: inginerul George Cosmovici inventează cutia de ungere continuă pentru roțile vagoanelor de cale ferată
- 1906: în București este pus în circulație un tramvai cu abur, care a circulat doi ani
- 1912: în podgoria Aradului circulă primul tren electric din Europa[27]
- 1923: profesorul Stan Mateescu construiește un giropter
- 1923: se construiește, la Reșița, prima locomotivă cu aburi din România actuală
- 1926: la 24 iunie se înființează prima linie aeriană internă (București - Galați)
- 1929: pe linia Hărman – Întorsura Buzăului, este dat în exploatare tunelul Teliu, cel mai lung tunel de cale ferată dublă din România actuală
- 1936-1937: se construiesc uzinele auto Astra din Brașov (astăzi: platforma industrială Roman S.A.)
- 1942: se introduc la Timișoara, primele troleibuze
- 1943: darea în exploatare a căii ferate București-Urziceni-Făurei (tronsonul București Nord–Urziceni fusese inaugurat încă din 1912)
- 1944: intră în funcțiune Uzina mecanică constructoare de mașini din Câmpulung, viitoarea ARO; la început, producea pale de elice pentru Uzinele IAR Brașov
- 1945: la IAR Brașov, sub conducerea lui Radu Manicatide se realizează un microautomobil cu motor în doi timpi (de motocicletă)
- 1945 - 1947: construcția conductei pentru transport gaz metan din Transilvania în sudul țării
- 1947: la 18 martie este lansat, la Șantierul Naval Galați, primul tanc petrolier construit în întregime în România actuală

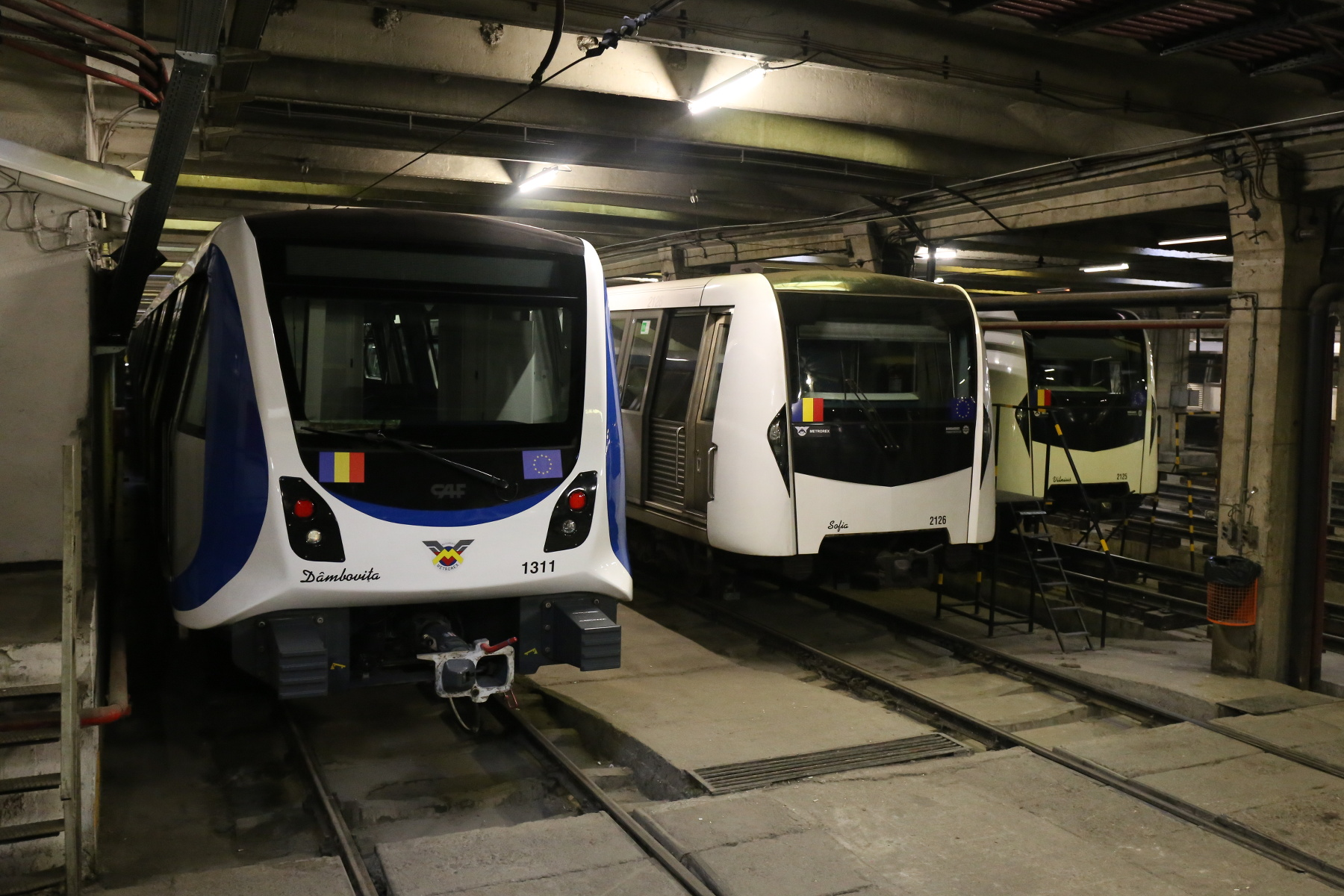
Rama CAF(albastru) si rama Bombardier MOVIA 346

- Rama CAF(albastru) si rama Bombardier MOVIA 3461947: la 24 august este inaugurată calea ferată București–Roșiori–Craiova, primele lucrări de construcție fiind inițiate încă din 1915
- 1948: la 1 aprilie încep lucrările de construire a căii ferate Salva–Vișeu de Jos, inaugurate în anul următor
- 1948: este pusă în circulație calea ferată Bumbești–Livezeni (începută încă din 1923), construcție de mare dificultate, care a ridicat probleme deosebite (conține 37 de tunele)
- 1949: în București este introdus primul troleibuz (între Piața Victoriei și Hipodrom)
- 1949: începe construcția Canalulului Dunăre-Marea Neagră, care era tema unui proiect mult mai vechi, de la sfârșitul secolului al XIX-lea
- 1953: intră în funcțiune uzina Autobuzul, a cărei denumire, în 1990, devine "Rocar"
- 1954: este realizat primul autocamion românesc (SR-101), la Brașov[28]
- 1955: se introduce troleibuzul fabricat la uzinele "Tudor Vladimirescu" în București
- 1957: Uzina de la Câmpulung începe să producă autoturismele de teren IMS 57, M59 și M461Autoturismul Daewoo Cielo Autoturismul Dacia 1300

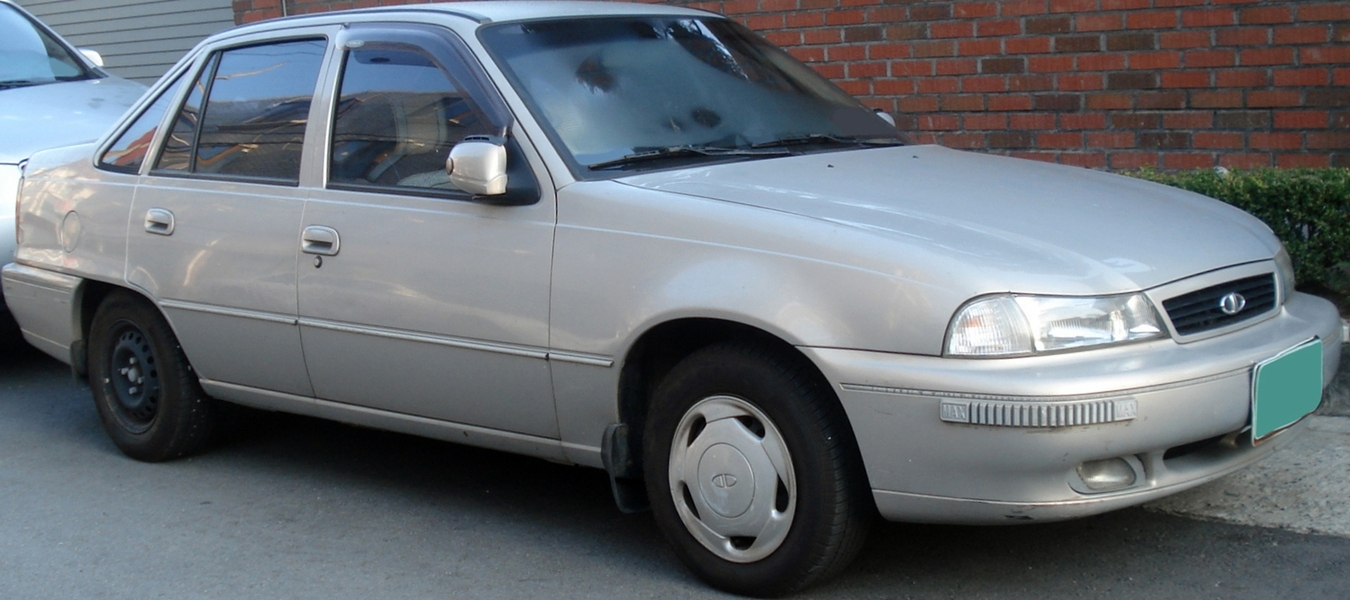
Autoturismul Daewoo Cielo

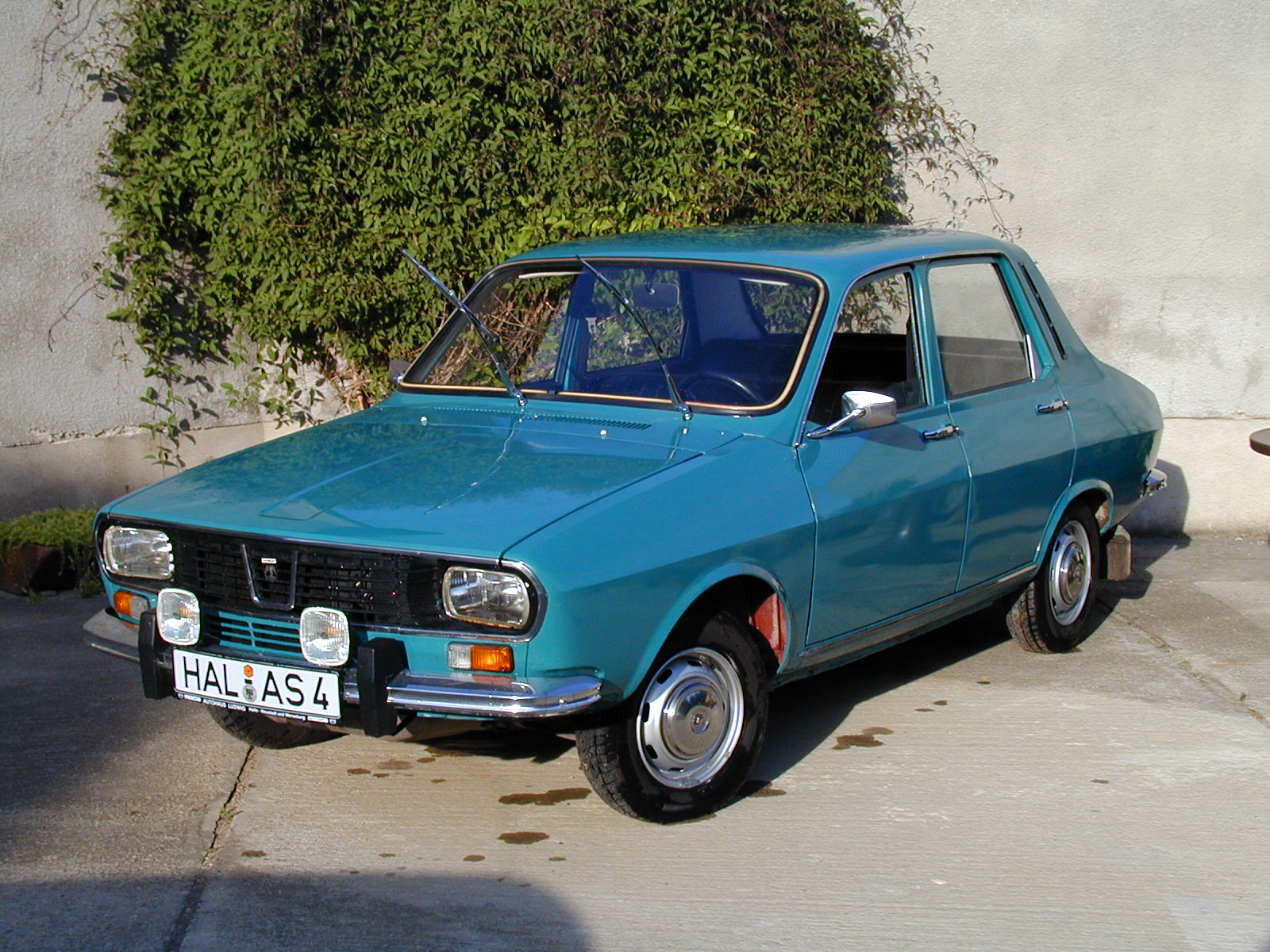
Autoturismul Dacia 1300

- 1959: Se introduce prima locomoitvă diesel, fabricata în Elveția de către SLM și Sulzer.
- 1963: 9 iunie: se dă în folosință tronsonul electrificat Predeal-Brașov, pentru a stabili după ce design se poate prelua licența de fabricare.
- 1965: 9 decembrie: după 2 ani de probe, compania ASEA Västerås câștigă cu locomotiva SJ Rb, iar primul tren electric românesc, tras de 060-EA-001, pornește din gara Predeal.
- 1968: intră în funcțiune Uzina de Automobile Pitești care începe să fabrice Dacia 1100
- 1969: la aceeași uzină, încep să fie fabricate autoturisme Dacia 1300
- 1975: începe proiectarea rețelei de metrou din București
- 1979, 19 decembrie: este inaugurat primul tronson al magistralei I al metroului bucureștean
- 1981, 29 iunie: este dat în folosință noul Pod Grant din București
- 1982: sunt fabricate primele autoturisme Oltcit
- 1983: la 19 august este inaugurat al treilea tronson al metroului bucureștean
- 1984: la 26 mai este inaugurat Canalul Dunăre-Marea Neagră
- 1996 - 2007: se produc autoturismele Daewoo Cielo la Daewoo Automobile România.

### Mass-mediașitehnologia informației

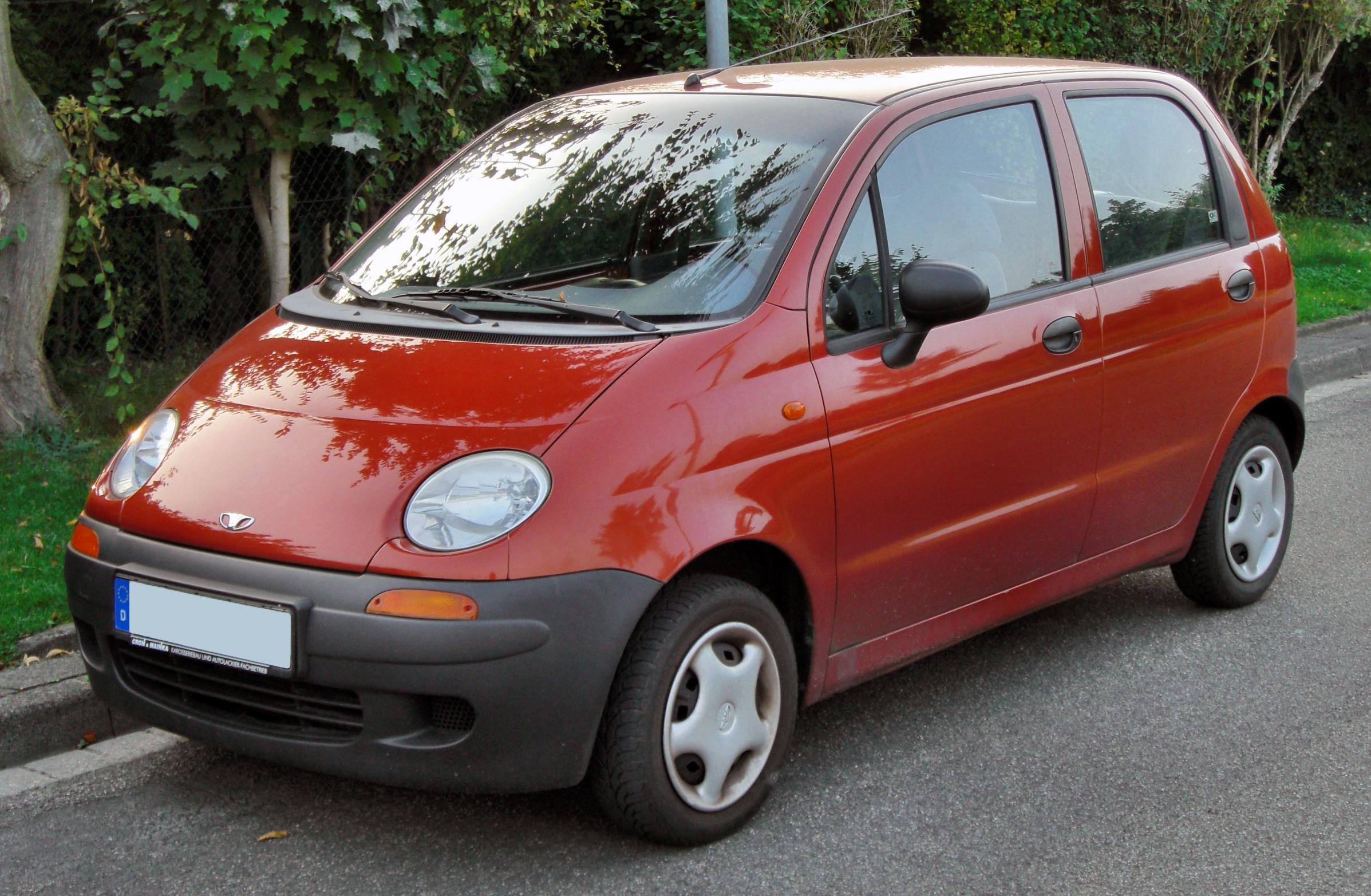
Daewoo Matiz

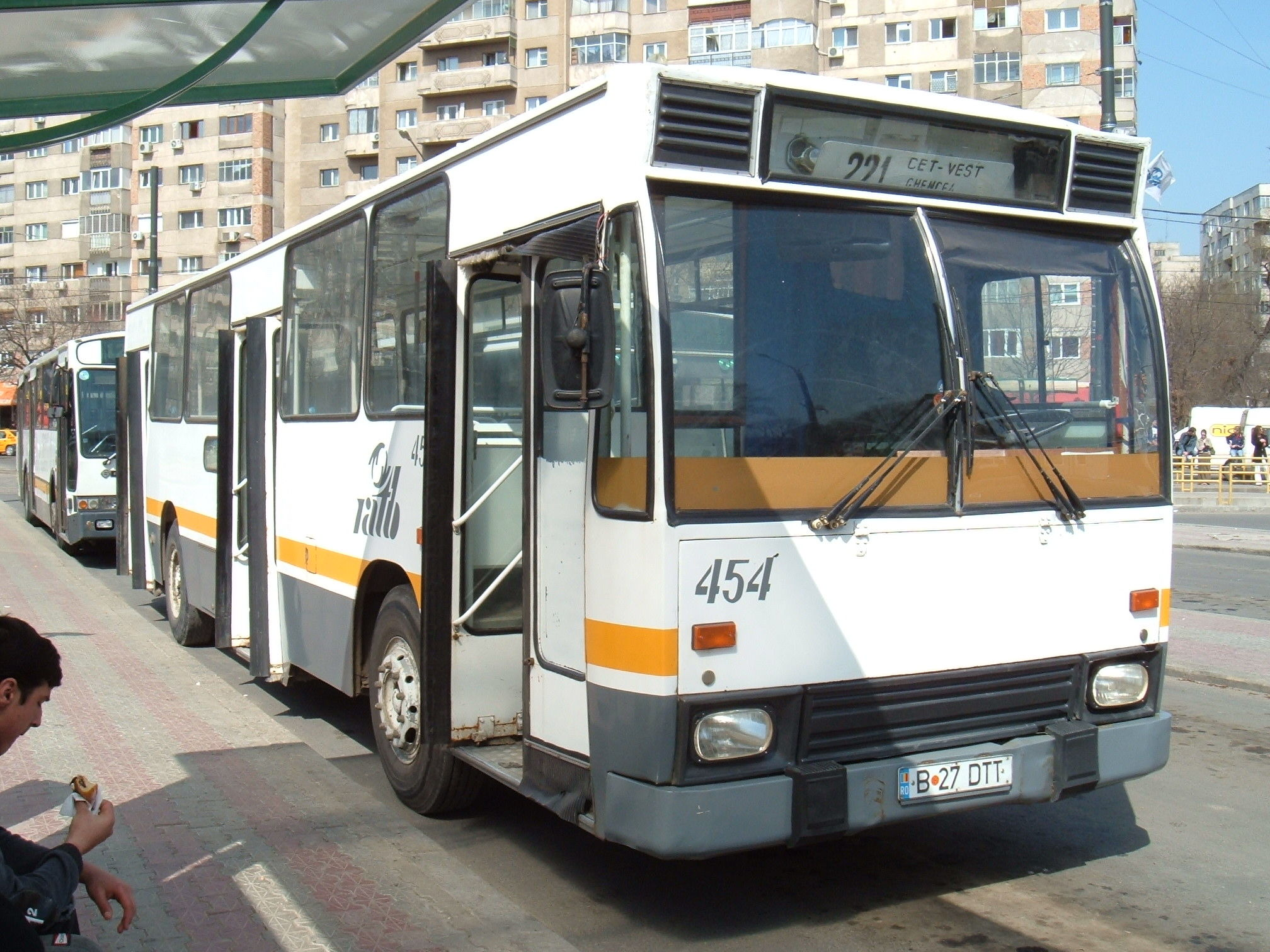
Autobuzul DAC 112UDM, utilizat pe liniile RATB

- 1907: la Iași este amenjată prima sală de cinematograf din România
- 1924: Dumitru Daponte brevetează cinematograful în relief[29]
- 1927: se dă în funcțiune centrala telefonică automată Dacia (București), realizată sub îndrumarea inginerului Matei G. Marinescu
- 1928: încep lucrările de construire a stației radio Băneasa, sub conducerea lui Dragomir Hurmuzescu
- 1930: este realizat primul film sonor românesc: Ciuleandra (după romanul omonim de Liviu Rebreanu)[30]
- 1935: este instalat postul de radio de la Bod, Brașov
- 1949: intră în funcțiune, la București, prima fabrică de radioreceptoare din țară, Radio popular, devenită ulterior "Electronica București". Aceasta marchează începutul dezvoltării industriei electronice românești
- 1956 (30 decembrie): inaugurarea televiziunii naționale;[31]
- 1972: la Iași este fondat Tehnoton, care devine unul dintre principalii producători naționali de aparate de radio, casetofoane și magnetofoane
- 1983: este realizat, de Intreprinderea de Calculatoare Electronice Felix, primul calculator românesc de capacitate medie, microprogramat Felix C-8010.

### Agricultură

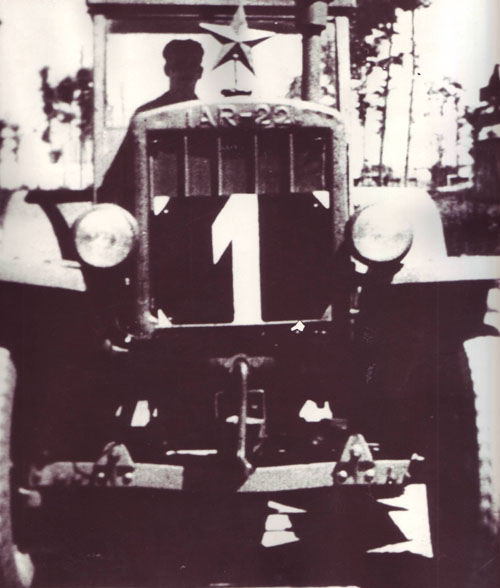
Tractorul IAR 22, primul tractor românesc

- 1910 Dumitru Brumărescu construiește mașina de tăiat stuf
- 1923: la stațiunea agricolă din Studina, Olt se încep lucrările experimentale pentru obținere a unui nou soi de porumb (care ulterior va purta numele localității)
- 1923 - 1948: Nicolae Teodoreanu și continuatorul său, Savu Timaru, obțin rasa de ovine Merinos de Pallas
- 1926: la Pietroasele, Buzău se înființează prima plantație viticolă experimentală din țară
- 1928: Gheorghe Ionescu-Sisești inițiază cercetări pe parcele mici, trecând astfel de la agricultura demonstrativă a lui Ion Ionescu de la Brad la cea experimentală
- 1931: Constantin Băicoianu întemeiază la Băneasa prima stațiune avicolă din țară
- 1932 - 1934: Vasile Velican și Eugen Rădulescu creează soiurile de grâu Cenad-635 și Cenad-650
- 1933: Gheorghe Ionescu-Sisești introduce în cultură soiul de grâu A-15, de mare productivitate
- 1945: la stațiunile experimentale de la Mărculești, Ialomița și Studina, Olt se organizează primele experiențe pentru studiul regimului de irigație a culturilor agricole
- 1945: crearea stațiunii viticole de la Murfatlar
- 1946: realizarea primului tractor românesc, IAR 22, la Uzina Tractorul Brașov
- 1947: se introduc primele pluguri acționate mecanic
- 1948: se fabrică prima semănătoare românească cu tracțiune mecanică pentru cereale
- 1949: la Voinești, Dâmbovița se înființează o stațiune pentru cercetări pomicole
- 1949: ia ființă uzina de mașini agricole Semănătoarea, singurul producător român de combine de recoltat
- 1950: crearea stațiunii viticole de la Valea Călugărească
- 1950: la uzinele "Semănătoarea", se construiesc primele combine tractate din România actuală
- 1957: se fabrică prima semănătoare românească cu tracțiune mecanică pentru culturile de plante prășitoare.

### Alte domenii

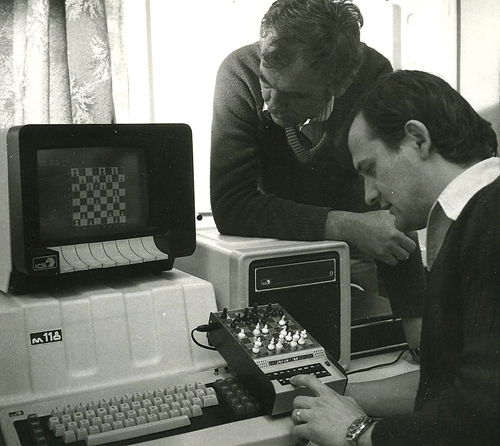
Calculatorul românesc Felix M, conceput în 1982

- 1909: ia ființă Muzeul Tehnic Dimitrie Leonida
- 1936: se introduce consumul de gaze lichefiate transportate în butelii (aragaz)
- 1938 - 1939: se construiește la Lupeni, Hunedoara, prima fabrică de mătase artificială din România actuală
- 1948: prin Legea naționalizării, Uzina mecanică Concordia din Ploiești devine Întreprinderea de utilaj petrolier "1 Mai" (actualmente Upetrom 1 Mai Ploiești), profilată pe fabricarea de utilaj petrolier
- 1949: la Cluj-Napoca se înființează uzina "Tehnofrig", producătoare de echipamente frigorifice
- 1949: Fabrica de Ulei Muntenia din Capitală începe fabricarea margarinei.